# 万朶隊

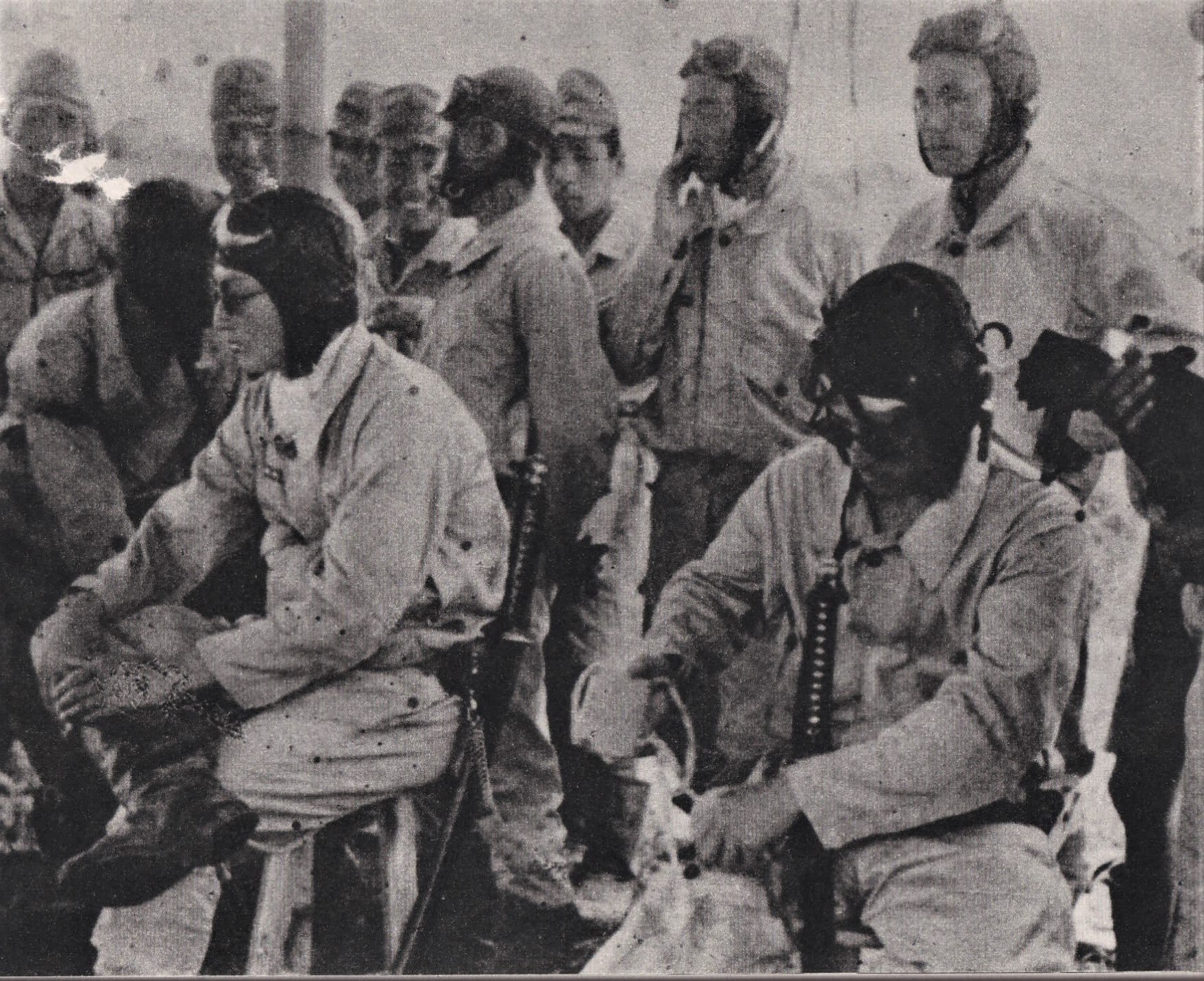
フィリピンに到着した直後の隊長の岩本益臣大尉と万朶隊隊員

万朶隊（ばんだたい、旧字体：萬朶隊󠄁）は、日本陸軍航空隊初の特別攻撃隊である。1944年（昭和19年）10月21日、鉾田教導飛行師団で編成された。装備機種は九九式双発軽爆撃機、隊長は陸軍航空士官学校第53期岩本益臣大尉(1917〜44)。

## 歴史

### 陸軍による対艦船攻撃の研究

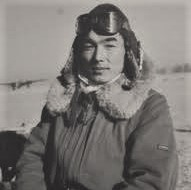
万朶隊隊長の岩本益臣大尉

太平洋戦争が開戦し、太平洋の広大な海上が戦場になると、開戦まではソビエト連邦軍の地上軍を仮想敵とし、大陸での戦闘を想定して訓練を積んできた陸軍航空隊はアメリカ海軍艦艇の攻撃手段に窮することとなった。陸軍航空隊は苦戦する前線からの切実な要望を受け、 浜松陸軍飛行学校が中心となって艦船に対する攻撃法を研究していたが、まずは陸軍の重爆撃機を魚雷攻撃に転用することを決定、1943年12月に陸軍の主力重爆撃機であった四式重爆撃機「飛龍」の雷撃機改修を開始し、改修が終わるまでの間に海軍より九六式陸上攻撃機の提供を受けて航空機による雷撃訓練が実施された。この雷撃訓練は日本海軍指導のもとに行われ、陸軍の技量は向上した。やがて、雷撃機に改修を終えた四式重爆撃機「飛龍」で訓練が行われるようになったが、陸軍を指導した海軍航空隊の搭乗員は、自らが運用する「一式陸上攻撃機」と比較して、対艦船用レーダー「タキ1」を搭載し、飛行速度や操縦性など基本性能が勝り機影もスマートな「飛龍」を見て「陸さんはいいなぁ」と羨望の眼差しを向けたという。
海軍に鍛えられた、陸軍雷撃の精鋭部隊飛行第7戦隊と飛行第98戦隊の「飛龍」68機は、海軍の指揮下となり、第七六二海軍航空隊（部隊名T攻撃部隊）に編入されて、台湾沖航空戦を戦うこととなった。陸軍雷撃隊の初陣は10月12日の夜間出撃となったが、出撃した飛行第98戦隊の「飛龍」22機は迎撃してきた夜間戦闘機に次々と撃墜され、ようやく敵艦隊に接触した「飛龍」が雷撃のために照明弾を投下するも激しい対空砲火を浴びて損害が続出したため、雷撃することもできずに引き返した。この日の未帰還機は9機となり、わずか1回の出撃で雷撃することも無く出撃した半数の「飛龍」を失ってしまった。
捲土重来に燃える飛行第98戦隊は、10月14日に可動機全機となる15機の「飛龍」と出撃可能な搭乗員全員で再度出撃した。途中でF6Fヘルキャット1機から攻撃を受けたが、編隊全機の集中射撃でこれを撃退（もしくは撃墜）し、日没直後に敵艦隊に接触した。「飛龍」全機は激しい対空砲火の中で敵艦隊に突入、うち1機が「魚雷命中」の無電を発するも、その後、次々と出撃機からの無電発進が途絶えていき、結局この日出撃した15機中11機が未帰還となった。アメリカ軍の戦闘記録によれば、飛行第98戦隊の雷撃が命中したのは軽巡洋艦「ヒューストン」と見られ、これは「台湾沖航空戦」における陸軍雷撃隊の最大かつ唯一の戦果となったが、精鋭の第98戦隊は他の出撃での損失も含めて合計24機もの「飛龍」を失い、熟練搭乗員の多くが戦死してしまった。
「台湾沖航空戦」は空母19隻撃沈破などとする大戦果の虚報が日本中を驚喜させたものの、実際には殆ど戦果がない惨敗であった。アメリカ海軍の勝因は、トラック島を空襲のさいに、日本軍雷撃機の夜間雷撃で正規空母イントレピッドに魚雷1発が命中して損傷するなど、日本軍機の夜間雷撃による損害が絶えなかったため、1944年8月以降に空母部隊の夜間戦闘能力の向上を図っており、日本軍陸海軍航空隊に殆ど攻撃できる隙を与えない体制を構築していたからであった。アメリカ海軍は各空母に4-6機の夜間戦闘機を配置するとともに、正規空母エンタープライズと軽空母インディペンデンス（硫黄島の戦いのときは正規空母サラトガ）に夜間戦闘機の専門部隊を配置、夜間戦闘専門の空母群である第7夜間空母群を編成して万全の夜間防空体制を整えており、「台湾沖航空戦」の時点では、飛躍的に夜間や日没直後といった視界不明瞭時の航空雷撃対策を強化していた。「台湾沖航空戦」に圧勝した第3艦隊司令のウィリアム・ハルゼー・ジュニア提督は、日本軍機によるアメリカ軍艦隊に対する夜間攻撃を「それほど激しいものでも正確なものでもなく、よく訓練されたアメリカ軍の航空隊にとっては深刻な脅威ではなかった」と振り返っている。

### 跳飛爆撃の研究

跳飛爆撃（反跳爆撃）のイメージ図

「台湾沖航空戦」の様に、航空機による通常雷撃はアメリカ艦隊に対して殆ど損害を与えることができなくなっており、早急に新たな攻撃方法が求められたが、陸軍は雷撃部隊の編成と並行して、連合軍が採用しビスマルク海海戦などで成果を挙げていた反跳爆撃（陸軍名「跳飛爆撃」）の研究も行っていた。跳飛爆撃の演習には、陸軍航空隊の優秀な搭乗員が集められたが、その中には「飛行場を離陸して目的地に直進し、高度を下げれば、そこが目的地」と評されたほど的確な航法・操縦技術と知識を持ち「航法の天才」とも呼ばれるほど陸軍きっての熟練操縦者であり、のちに万朶隊指揮官となる鉾田陸軍飛行学校の岩本益臣大尉（53期）も選ばれていた。岩本ら選抜された搭乗員たちは、1年以上も訓練を繰り返したが、陸軍きっての操縦技術を有する搭乗員を集めたとは言え、陸軍の爆撃機の搭乗員は元々、ソビエト連邦軍の地上部隊を爆撃することを想定した、投下した爆弾を炸裂させて地上の広い範囲に大打撃を与えるような爆撃技術をたたき込まれており、海軍の搭乗員が訓練してきた、海上の航行中の艦船に投下した爆弾を命中させるといった精密性を要する爆撃は不得手であった。そのため、陸軍の搭乗員は訓練を初歩からやりなおす必要に迫られた。
1944年には、航空本部の主催で、神奈川県の真鶴岬にて陸軍航空審査部と各航空隊との跳飛爆撃の合同訓練が行われた。岬の南に点在している岩を目標として、爆弾の投下訓練を行った。この訓練は大成功で、ほぼ百発百中に近い好成績を得られた。特に岩本がこれまでの訓練の成果を発揮し、命中弾の半数をひとりでたたき出している。しかし、この訓練を視察していた鉾田陸軍飛行学校校長今西六郎少将（のちに中将）は「本戦法は鈍重、低速機に適しない。波が高いときは、波の山に当たれば40ｍから50ｍの高さに跳飛して船を飛び越え、谷に落ちれば跳飛しないことがある」「波が静かなときは、目標から100ｍから200ｍに投下して百発百中である。いずれの場にも効果があるのは、舷側迄水面下を直撃するように投下することである。編隊のまま攻撃するのは相互に妨害して不利である」と穏やかな海面でしか十分な効果が発揮できないという感想を抱いた。8月には、少し厳しい環境での実験として、沖縄の那覇で風速10ｍから15ｍの風が吹いている環境下で沈没船を目標として実験を行った。このときは全体での命中率が60％に低下したが、岩本はただ一人ほぼ全弾命中という驚異的な結果を残したという。この一連の実験で、陸軍作戦機の殆どで実施可能という長所があると判ったが、一方で、投下爆弾が海面でのバウンドで減速するために、爆弾衝突時の速度が他の攻撃法と比較して著しく遅くなり重装甲の軍艦には通用しないことと、また爆撃機の行動を軽快、優速に保つため、大重量の大型爆弾を装備できないことが判明したが、これらは攻撃の成果に重大な懸念を抱かせる致命的な欠陥と言えた。
また、鉾田陸軍飛行学校で岩本らとともに「跳飛爆撃」の研究に携わっていた倉澤清忠少佐が、同時期に「反跳爆撃」の研究を行っていた海軍航空隊の横須賀鎮守府の横須賀海軍航空隊を訪ねて訓練を見学をしたところ、海軍の陸上攻撃機や艦上攻撃機の数機が目標の模擬航空母艦に向けて同時に高度1,000mから急降下、その後に水平飛行に移行し、海面スレスレの高度で各方向から一斉に目標に襲いかかる光景を見て、海軍航空隊の訓練の凄まじさに言葉を失い「目標が海上を動いているだけに、跳飛弾訓練は難しい。陸軍の艦船攻撃は全くの初歩の段階だ。最初からやり直すしかない」と岩本を含む陸軍航空隊と海軍航空隊の熟練度の乖離に絶望することとなり、跳飛爆撃を諦めて、そのまま航空機で体当たりするべきとの意見を持つようになっていく。その後も跳飛爆撃の訓練は続けられ、別府湾で海軍から空母鳳翔と標的艦摂津を借用して行われた航行中の艦船に対する訓練では、九九式双発軽爆撃機に500kg爆弾を搭載して、1,000mから急降下させたところ、陸軍の軽爆撃機と搭乗員ではその後に海軍機のような海面スレスレの飛行に移行できず、なかには急降下の惰性で海上に突っ込む機もあって、陸軍機に500kg爆弾以上の大型爆弾を搭載した「跳飛爆撃」の実現性に疑問符がついている。
そもそも、連合軍の｢スキップボミング｣が成功したのは、日本軍の輸送艦隊や｢チャスタイズ作戦｣におけるナチス・ドイツのダム破壊など、対空砲火が弱く、不動もしくは動きが緩慢な目標に対してであり、岩本ら陸軍による「跳飛爆撃」よりも圧倒的に「反跳爆撃」に熟練していた海軍は、「反跳爆撃」の致命的な欠点として、爆弾を投下した攻撃機がそのまま敵艦上空を通過するとき、激しいアメリカ海軍の対空砲火の弾幕に飛び込むこととなるため、被弾の確率が跳ね上がり、殆ど生還が望めないことだと分析している。また、「跳飛爆撃」「反跳爆撃」いずれも、航行中の敵艦に爆弾を確実に命中させるためには、敵艦の1,000mから高度は約10ｍを保ちながら接近し、敵艦の200ｍから300ｍの距離で投弾することを求められた。高度が高すぎると海面でのバウンドが大きくなり敵艦を飛び越し、投弾が早すぎるとバウンド後に敵艦に到達せずに海中に没する可能性が高かった。また、適切な高度と距離で投弾した場合においても、わずか2秒程度で敵艦まで到達するため、迅速に機体を引き起さないと、そのまま敵艦に激突することとなった。従って体当たりも辞さない覚悟がないと正確な投弾を行うことができなかった。
この後、陸軍の対艦攻撃は特攻開始に大きく舵をきっていくこととなるが、それでも、急降下爆撃よりは機体に負担をかけず水平爆撃よりも命中率はいいが、操縦の熟練をあまり要さない艦船攻撃法として、実際に採用する部隊もあった。飛行第3戦隊は、岩本の指導のもと南西諸島で跳飛爆撃の猛訓練を行ったが、結局は岩本にも敵艦の対空砲火対策に妙案はなく、日の出30分前及び日没30分後の5分間に、敵艦より上空の航空機を視認しにくい時間があり、そのわずかな時間に攻撃するという苦肉の策を採用することとした。やがて、飛行第3戦隊はフィリピンに進出し、レイテ沖海戦中の1944年10月24日に「九九式双軽爆撃機」22機をもって陸軍航空隊最大規模の「跳飛爆撃」を敢行したが、アメリカ軍護衛空母群から出撃した「F4Fワイルドキャット」隊の迎撃により、途中で引き返した4機を除いて18機全機が撃墜され、初回の出撃で全滅し戦隊長の木村修一中佐も戦死するなど失敗に終わっている。
その他にも、飛行第95戦隊の「一〇〇式重爆撃機」が、満州からフィリピンに送られる際に、艦船攻撃法として「跳飛爆撃」を習得させられることとなったが、岩本らが研究してきた「跳飛爆撃」の訓練方法ではなく、海軍航空隊の「反跳爆撃」の訓練方法が採用された。しかし、陸軍の重爆撃機では「反跳爆撃」に不可欠な爆弾投下後の急激な機体引き上げにより、ビスが緩んでしまうほど機体に大きな負担がかかることが判明し、「反跳爆撃」は非常に困難ということが判明した。飛行第95戦隊はフィリピン進出後に「反跳爆撃」で攻撃を試みたこともあったが、対艦攻撃で戦果を挙げることはできず、飛行場攻撃にも回されて次第に戦力を消耗し、最後に残った7機で特別攻撃隊「菊水隊」を編成して特攻出撃したが、敵艦隊に到達することなく全滅した。
同じ頃に「反跳爆撃」の致命的な欠点を認識していた海軍においても、捷号作戦において、航空打撃力を強化するため、マリアナ沖海戦時と同様に戦闘機を爆装して（爆戦）敵艦隊攻撃に回すこととしたが、艦船攻撃に不慣れな戦闘機搭乗員の攻撃手段として、熟練を要する急降下爆撃ではなく、操縦技術的にはまだ簡単な「反跳爆撃」を導入せざるを得なくなっていた。これには多分に「体当たりも辞せず」という決死攻撃の意図も含まれていたが、訓練中にダバオ誤報事件が発生し、第一航空艦隊は100機近くの「零式艦上戦闘機」を損失、戦力が激減した第一航空艦隊は「反跳爆撃」を諦めて｢神風特別攻撃隊｣編成に大きく舵を切っていくことになった。結局、陸海軍ともに大きな労力と時間をかけて研究、訓練した「跳飛爆撃」と「反跳爆撃」であったが、実戦で役に立つことは無かった。

### 陸軍特別攻撃の検討
雷撃や跳飛爆撃の研究や訓練は続けていたものの、陸軍中央航空関係者の間で 圧倒的に優勢な敵航空戦力に対し、尋常一様な方策では対抗できないとの意見が主流を占めつつあり、1944年3月には艦船体当たりを主とした航空特攻戦法の検討が開始され、春には機材、研究にも着手した。陸軍による特攻の検討がいつから開始されたのかは定かではないが、後に航空総監部次長に就任することになる菅原道大中将は「就任した3月（28日）の時点ですでに特攻作戦については実施を前提とした議論がされていた」と証言している。しかし、陸軍の中でも未だに反対も根強く、鉾田陸軍飛行学校校長藤塚止戈夫中将（当時）や、鉾田陸軍飛行学校で倉澤と共に「跳飛爆撃」を研究していた教導飛行研究部福島尚道大尉らが、「1、急降下爆撃の場合は、敵戦闘機や防御砲火による損害が多く、接敵占位するまでに困難が多い。しかし、一旦目標をとらえて、急降下にはいれば、爆撃の目的を達する率が多い」ところが体当たり攻撃のばあいは「1、武装、戦闘行動で劣り、結果として不利である」「1、体当たり攻撃の最大の欠点は落速の不足にある。爆弾の落速に比較すれば、飛行機はその二分の一程度であるから装甲板を貫通することができない。従って体当たり攻撃では、一般として撃沈の可能性はない」という反論の報告書を作成し、体当たり攻撃導入に反対している。
しかし、特攻戦術の研究を進めていた第3陸軍航空技術研究所所長正木博少将は、日本中の権威と呼ばれる学者を集め科学的に特攻の研究を進め、その中の一人である東京帝国大学建築科浜田稔教授は「甲板にぶつかってこわれてしまう陸用爆弾でも、飛行機が爆弾をつけたまま体当たりすれば、爆弾自体の爆発力は弱くとも、飛行機自体の自重で三層の甲板を貫くことは可能」とする理論を公表している。そもそも藤塚や福島の主張は、「爆弾の落速に比較すれば、飛行機はその二分の一程度」などと、攻撃開始速度、爆弾の投下高度や角度などの前提条件を無視した乱暴なものであり、日本海軍第五航空艦隊が、爆戦の零式艦上戦闘機による、高度ごとの投下爆弾の終速（目標命中時の速度）と零戦本体の終速を計算しているが、それによると突撃角度を35度 - 55度、攻撃開始速度を360km/hと設定した場合、重力加速度や空気抵抗を加味して、高度500ｍで爆弾の落速が198m/secに対して零戦の終速が200m/secとほぼ等しく、これ以上の高度では空気抵抗により爆弾単体の方が速くなり、高度1,000mでは239m/sec、高度2,000mでは298ｍ/secに達する。従って、投下（降下）高度次第では、爆弾の落速と航空機の終速の差は縮まることになる。（詳細は#その後の特攻で後述）
1944年3月28日、内閣総理大臣兼陸軍大臣兼参謀総長東條英機大将は、陸軍航空本部で根強かった特攻への反対意見を封じるため、航空総監兼航空本部長の安田武雄中将を更迭、後宮淳大将を後任に据えた。後宮を補佐するため、次長には陸軍航空の第一人者となっていた菅原道大中将が就任した。後宮が航空総監になった直後の4月に、後宮は陸軍航空本部の幕僚を集めて会議を開催した。その席の冒頭で後宮が「現況を打開するため、必殺体当たり部隊を編成する」旨の発言を行い、幕僚らに意見を求めた。このときは主に若手の参謀から強硬な反対論が出たため、後宮の命令で、一旦は白紙撤回とし、この会議自体をなかったこととした。しかし、東條や後宮が特攻を諦めることはなく、4月17日、東條が日本本土への空襲が懸念されていた超重爆撃機B-29に対し「これに対して十分なる対策を講じ、敵の出鼻を叩くため一機対一機の体当たりで行き、一機も撃ち洩らさぬ決意でやれ。海軍はすでに空母に対し体当たりでゆくよう研究訓練している。」と述べて対空特攻部隊編成を示唆している。
この頃になると、「跳飛爆撃」の訓練現場においても、その実現性に疑問符が付き、特攻開始に強硬に反対していた参謀が容認に転じていた。岩本ら陸軍搭乗員の爆撃技術に絶望していた鉾田陸軍飛行学校の倉澤は、ともに跳飛爆撃の訓練や研究を進めていた、特攻反対派の急先鋒の一人であった教導飛行研究部福島尚道大尉に対して「（跳飛爆撃の研究を続けている）もう、時間は無い」「跳飛爆撃訓練を徹底的に行わせることによって、特攻隊攻撃に転用できるのではないか。1,000mの高度から、跳飛爆撃と同じ角度で突っ込み、その勢いをかって直接体当たりすれば成功する」と意見を述べたところ、当初は強硬な特攻反対派であったはずの福島も「やはりそれ以外に敵艦を撃沈する方法はありませんね」と同意、倉澤と特攻容認に転じた福島は2人でその特攻戦術をまとめた意見書を作成し、航空本部を通じて参謀本部に提出している。
特攻開始に向けて準備が進んでいた5月27日、ニューギニアを飛び石作戦で攻略してきたダグラス・マッカーサー元帥率いる連合軍南西太平洋方面軍は、ニューギニア攻略の仕上げと、マッカーサーが強いこだわりを持つフィリピン奪還の準備として、ビアク島に来襲し大規模な上陸作戦が行われた（ビアク島の戦い）。ニューギニア西端のエフマン飛行場に配備されていた飛行第5戦隊長の高田勝重少佐は、出撃命令を待っていたがなかなかこなかったので、二式複座戦闘機「屠龍」4機での自爆攻撃を決断し、「屠龍」4機に高田以下8名の搭乗員が乗り込み出撃した。4機は、連合軍上陸部隊の歩兵の上陸が完了し、「LST-1級戦車揚陸艦」が海岸にのし上げて戦車の揚陸を開始した頃に、超低空飛行で艦隊に接近してきた。各機は海岸で揚陸中の「LST」に爆弾を投下、うち1発が命中したが不発弾であったため損害はなかった。そこに船団を護衛していた「P-47」が現れ、たちまち2機の「屠龍」を撃墜し高田機も被弾した。残った1機が上陸支援を行う第77任務部隊司令官ウィリアム・フェクテラー少将の旗艦である駆逐艦サンプソンに突入しようとしたが、被弾のためサンプソンへの突入はわずかに逸れ、付近の駆潜艇「SC-699」に側面の水面付近に命中した。機体の一部が海面に接触してからの激突で速度が落ちていたことと、爆弾は投下済みであったため、「SC-699」の木製の船体にエンジンを食い込ませて、船内を多少破壊したものの沈没には至らず、戦死者も2名に止まった。1機残された高田は、伝声管で同乗していた本宮利雄曹長に「只今より自爆するから基地に打電せよ」と命じたのち「天皇陛下万歳」と叫んで拳銃で自決した。高田機はそのまま墜落したが、本宮は海中に投げ出されて一命を取り留めている。この日の戦果は実際には駆潜艇1隻撃破であったが、南方軍は駆逐艦2隻撃沈、2隻撃破の大戦果を挙げたとの過大な戦果発表を行い、陸軍内部の特攻推進派に勢いをつけることとなった。この後、前線の航空部隊では、艦船攻撃用の航空機に機上で信管を外して体当たりできるように現地で改修することもあった
マリアナ沖海戦の敗北後開催された1944年6月25日の元帥会議で、伏見宮博恭王が「陸海軍とも、なにか特殊な兵器を考え、これを用いて戦争をしなければならない。戦局がこのように困難となった以上、航空機、軍艦、小舟艇とも特殊なものを考案し迅速に使用するを要する」と発言し、陸軍参謀総長の東條と海軍軍令部総長の嶋田繁太郎は2〜3考案中であると答えているが、この会議で実質的には特攻を兵器として採用することが日本軍として組織決定された。

### 特攻専用機材の開発

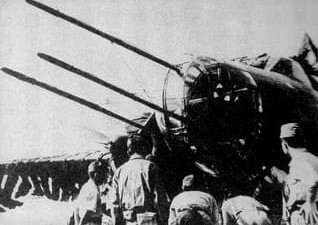
特攻機に改造された九九式双発軽爆撃機、突き出ている3本の管が爆弾の起爆管、のちに1本に改修された

サイパンの戦いで守備隊玉砕の悲報が報じられた1944年7月7日、人目のある官公庁街を避けて、市ヶ谷河田町の個人邸宅を借り「航空寮」と名付けられた秘密の会議室で、大本営陸軍部が、陸軍航空本部や陸軍航空技術研究所などの陸軍航空関係者首脳を招集しての会議が開催された。のちにこの会議は陸軍特攻の大きな転機となったので「市ヶ谷会議」とも呼ばれるが、闊達な意見交換ができるようにと参謀などの実務の責任者が呼ばれて、後宮や菅原などの組織のトップは敢て参加していない。その会議の冒頭で大本営陸軍部の参謀が「わが海軍航空兵力の主力は、すでに全滅し、さらにサイパン島を失陥した現在、敵の海上兵力を撃滅するには、もはや尋常一様の攻撃手段では、とうてい成功する道はなくなった。」「いまや体当たり攻撃により、1機をもって1艦を撃沈する、特別攻撃を採用するほかないのであります」と特攻隊編成を迫った。
特攻容認の意見書を提出した教導飛行研究部の藤島など、特攻反対派が容認に転じる中でも、陸軍航空審査部員の酒本秀夫技術少佐など反対し続ける技術者もおり、反対派からは「飛行機が近代科学の結晶であり、この飛行機で体当たりすることは、技術進歩に逆行する」「各部門ごとに命中精度の向上、射距離の延伸、性能の向上などに日夜神経をすり減らしているのに、何のために心血を注いできたのか」「空気力学的に考えても、操縦上の見地から言っても非常な練度を必要とするためなかなか容易には体当たりできるものではない」などの反対意見も出されたが、既に大本営陸軍部内では特攻の開始は決まっており、この会議は陸軍航空の諸機関を集めて特攻開始を承諾させるという儀式に過ぎなかった。
航空特攻についての研究を命じられていた第3陸軍航空技術研究所所長の正木は、「市ヶ谷会議」後の1944年7月11日、「捨て身戦法に依る艦船攻撃の考案」として対艦船特攻の6つの方法を提案した。その6つの方法のなかで5番目にあげられた「1噸爆弾を胴体下に装備し、上甲板又は舷側に激突するか、水中爆発を期する方法。この方法は弱艦船を撃沈でき、強艦船に対してもかなりの効果が期待できる」という提案が即刻対応可能ということになり、重量は1トンであっても陸軍の破甲爆弾では貫通力不足であるため、海軍から800kg通常爆弾の支給を受けて、「九九式双発軽爆撃機」に同爆弾を1発装備して特攻機とすることとした。同時に四式重爆撃機「飛龍」にも800kg爆弾2発を搭載して特攻機にすることが決定した。7月中旬からは「九九式双発軽爆撃機」と四式重爆「飛龍」の体当たり機への改修が秘かに進められたが、主な改修点としては、爆弾をもっと効率的に装備できるようにするなどの特攻機としては不可欠なものの強化の他は、構造を簡略化する改修が行われ、ジュラルミンの不足から素材を一部ブリキに変更するとか、配管を簡略化し、エンジンより燃料タンクに直結させることによって燃料コックを省略するとか、操縦席計器は羅針儀、高度計、速度計、回転計のみに限定するといったように、爆弾を積んで敵艦に体当たりするに必要な最低限の軽装備が徹底された。
機首には3本の細長い槍のような管を設置したが、これは搭載爆弾の誘爆装置（起爆管）であり、特攻機が敵艦に突入すると、この起爆管が作動し爆弾が機体より離れて敵艦の喫水線下で炸裂するという仕組みであった。鉾田で跳飛爆撃の研究をしていた岩本が演習帰りに立川飛行場に立ち寄ると、そこに3本の細長い槍のような管が突き出た異様な「九九式双発軽爆撃機」が格納庫に駐機してあるのを見かけている。岩本はここで「市ヶ谷会議」で酒本とともに特攻開始に反対した竹下福寿少佐より、この異様な「九九式双発軽爆撃機」が体当たり用の飛行機であり、細長い槍は爆弾の起爆管であることを聞かされて驚いている。

### 万朶隊の編成

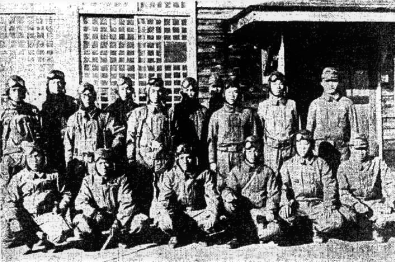
フィリピンへ出発直前の万朶隊、前列左から3人目が隊長の岩本益臣大尉

着々と特攻開始に向けて準備が進むなか、7月中には鉾田陸軍飛行学校から組織変更された鉾田教導飛行師団に「九九式双発軽爆撃機」装備、浜松教導飛行師団に四式重爆撃機「飛龍」装備の特攻隊を編成する内示が出た。9月25日、大本営陸軍部の関係幕僚による会議で「もはや航空特攻以外に戦局打開の道なし、航空本部は速やかに特攻隊を編成して特攻を推進してもらいたい」との大本営の強い要請が航空本部になされたが、大本営参謀からは「航空がボヤボヤしているから戦争に負ける」とする非難もあり、航空本部は反発している。特攻推進派であった航空総監兼航空本部長後宮は、サイパン失陥の責任をとって退任しており、本来は特攻に消極的であった菅原が後任となっていたが、「今や対米勝利を得がたしとするも、現状維持にて終結するの方策を練らざるべからず。之れ、最後に於ける敵機動部隊に対する徹底的大打撃なり」と日記に記述しているなど、急速な進撃を続けるアメリカ軍艦隊に「徹底的大打撃」を与えるための作戦について、開戦初頭の南方作戦の航空作戦などで絶大な実績を上げて陸軍航空の第一人者と評されていた菅原も、特攻の他は手段がないと考えており、9月28日から大本営から航空本部になされた特攻隊編成の指示に従うこととなった。
10月4日に航空本部は、鉾田教導飛行師団長今西に特攻部隊編成の準備命令を下した。しかし、参謀本部や航空本部からは、大元帥からの正式な奉勅命令ではなく、あくまでも「志願者を募れ」との指示であった。これは、大元帥である天皇が特攻隊編成の正式な奉勅命令を出すことは、天皇が「生きて帰ってくるな」という命令をするも同然であって、建前として陸軍としても絶対に出せない命令であったためである。今西は、1回きりの特攻で航空機や搭乗員を失うよりも、何度も繰り返して出撃すべきとの持論によって特攻に批判的であり、この命令に苦悩して人選が進まず、10月13日に隊員の人選方法について部隊幹部と協議したが、結論は出なかった。今西は特攻の問題点は「体当たり部隊の編成化は士気の保持が困難で統率に困り、かえって戦力が低下するだろう」「この種の決死隊は、皇国の興廃がこの1戦にあることを将兵一同が認識した時に、下部から盛り上がる気勢を巧みにとらえて自然に結成された殉国の結晶によって決行されるのが適当であり、内部部隊として常時編成しておく性質のものではない」「人の心は一日の中でのたびたび変わる者で、殉国の精神に懸念のない多数の青年を長時苦悩させるものではない」であると考えていた。
今西が思い悩んでいた10月17日に、ダグラス・マッカーサー元帥率いる800隻以上の大艦隊がレイテ島に現れて、フィリピン各地の日本軍飛行場に爆撃を開始、それを迎え撃つために大本営が19日に捷号一号作戦を発令すると、20日には陸軍航空本部から今西に対して正式な特攻部隊編成の指示があった。今西は苦悩の末、最初の特攻は確実を期さなければいけないと判断し、航空本部の「絶対に志願者」との指示を破って陸軍航空隊きっての操縦技量を持ち、特攻には批判的であった岩本を指揮官とした佐々木友次伍長ら精鋭の搭乗員16名（操縦士12名、航法1名、通信士3名）を指名し、他に整備員12名もつけた。志願を募らなかったのは、鉾田教導飛行師団首脳らの「志願者を募れば、全員志願するであろう」という考えに基づくものであった。指名ののち、岩本ら士官には今西ら司令部から特攻についての説明はあったが、下士官以下には「特殊任務」という曖昧な説明しかなかった。下士官らは、風防ガラスから3本の角を突き出すような異様な姿に改造された「九九式双発軽爆撃機」を前にして、士官らから「特殊任務」とは体当たりのことで、突き出た3本の角が搭載爆弾の起爆管であると説明を受けて動揺している。陸軍航空隊のなかでは技量が優れているとされた岩本以下の特攻隊員たちであったが、海上を飛行することには不慣れで、また敵艦の対空火器を避けながら突入する技術もなかったので、改めて海軍の指導を受けて訓練をし直している。
岩本は、海軍初の航空特攻神風特別攻撃隊「敷島隊」隊長となった関行男大尉と同じく1943年10月に結婚したばかりの新婚であった。岩本は特攻に反対で、通常の攻撃で戦果を挙げられる自信があると周囲に語っていたが、特攻隊の指揮官に任じられてからは、特攻を受け入れて「自分のいのちで国体を護るのだ」という決心をしていた。岩本は10月20日の結婚記念日に外出を許可され、自宅に帰宅すると妻和子に一言「行くよ」と出撃を告げている。翌21日も外出を許可された岩本が再び帰宅すると、二階級上の階級章を和子に手渡した。すべてを察した和子は栗飯を作って岩本の出発を祝った。翌日、岩本は家を出る際に和子に「今度は本当に帰ってこれないんだぞ」と言うと、和子が作ったクッションだけを持って家を後にした。覚悟をしていたとはいえ、岩本に別れを告げられた和子は打ちしおれていたという。
特別攻撃用に改造された「九九式双発軽爆撃機」は、空中で爆弾が投下できない状態になっていたが、司令の今西はその用法を不審に思って爆弾を空中投下できるように改修する許可を出し、立川航空敞で安全措置の改修と緊急避難時などに爆弾が投下できるようになった。10月22日に陸軍航空審査部に立ち寄った岩本は、竹下より爆弾の安全装置離脱と緊急時の爆弾投下を可能にする改修の説明を受けた。同日に岩本らは改修を終えた「九九式双発軽爆撃機」で立川を出発し、出発に際しては司令の今西以下鉾田教導飛行師団の多くの将兵が見送った。当初は特攻には批判的であったとされる岩本であったが既に決心は固まっており、見送る将兵たちにも岩本の意気込みが伝わっていた。見送りの一人であった、第13期陸軍少年飛行兵の林健太郎兵長はこの時の岩本たちの様子を「日本人ならでは乗れざる、起爆管を装したる偠撃機、将に見敵必殺の気魄に燃ゆる操縦者、挙手の礼を以って見送る部隊長閣下。我等の若き血潮はたぎり立つ、我等にも大命の下らん事を祈るのみなり」と日記に書いている。
岩本は帰宅した際に和子に「8時半ごろ、家の上空を飛ぶから、家で待っていろ」と告げていたが、約束の時間に和子が両親や近所の人たちと空を見上げていると、約束通り航空機の編隊が飛来し、先頭の機が翼をバンクして飛び去った。この光景は、陸軍関係者や岩本の出発を密かに伝え聞いていた地元民1,000名以上が見ていたという。やがて編隊が東京に差し掛かると、隊員のひとりの田中逸夫曹長は、｢編隊が東京上空にさしかかると、視界をさえぎる一点の雲も無く、はるかに宮城をおがみたてまつった。目の前には、白雪におおわれた富士山が朝日に美しく映えていた。宮城と富士と、そこに私はけがれなき国体が輝いているものと思った。操縦桿を握りしめる私の手は、感激の涙でしめった｣と感じ｢自分の命で国体を護るのだ｣という思いを新たにし、これは隊長の岩本以下全隊員同じ思いであったと毎日新聞の報道班員福湯豊に述べている。
岩本らの編隊はこの後、各務ヶ原飛行場を経由して福岡県の雁ノ巣飛行場に着陸した。ここで岩本は和子に「出戦にあたりては、身に余る、壮行の夕を辱し、感激一入（ひとしお）なりき」などと記した手紙を送っている。その後は上海と台湾の嘉義飛行場を経由して10月29日にルソン島バタンガス州リパへ進出したが、フィリピンに到着したときに鵜沢邦夫軍曹機が不時着してしまい、鵜沢は重傷を負いしばらく入院することとなった。
岩本らがフィリピンに向かっていた10月25日に、海軍の神風特別攻撃隊が空母撃沈を含む大戦果を挙げたと報じられ、その情報を聞いた陸軍特別攻撃隊員たちは衝撃を受けている。その知らせを聞いた隊員の佐々木は「海軍には負けてられん」という気持ちになったという。

### フィリピンでの特攻訓練

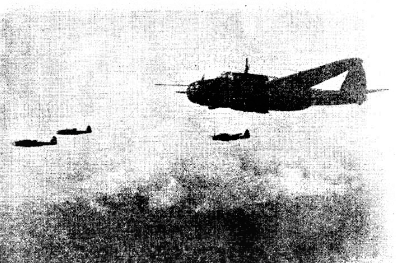
フィリピンで爆弾を搭載し訓練飛行中の万朶隊の九九式双発軽爆撃機、改造後で機首の起爆管が1本になっている

フィリピンに到着すると、岩本らの部隊は第4航空軍（司令官：富永恭次中将）の指揮下となり、現地で「万朶隊」と命名された。部隊名は幕末時代の水戸藩藩士藤田東湖の漢詩「正気の歌」の一節「発いては万朶の桜となり、衆芳与に儔し難し。凝つては百錬の鉄となり、鋭利鍪を断つべし」を出典としており、万朶とは多くの花の枝、または多くの花、という意味であるが、万朶の花の散り際のあわただしさが愛惜されるので、散り際がまことに清いことを表現しているという意味も込められていた。岩本はこのときの気持ちを「万朶隊の名を貰ひ、部隊長として大いに張り切っている」「其の名に恥じざる様、頑張るぞ、何卒ご安心下され度」と手紙に書いて、内地の妻和子に送っている。同じ頃浜松教導飛行師団において四式重爆撃機「飛龍」装備の特別攻撃隊「富嶽隊」も編成され、ルソン島のクラーク飛行場に進出していた。いずれも飛行学校改編の教導飛行師団の精鋭であった。
「富嶽隊」も「万朶隊」と同じく第4航空軍の指揮下に入り、クラーク・フィールドで激しい訓練を繰り返しながら出撃の機会をうかがった。10月30日には岩本の要請により、リパ飛行場に進出していたマニラ航空敞の第3分敞が、「九九式双発軽爆撃機」の3本の突き出た起爆管を1本にする改造を行っている。このときに爆弾投下装置に更に改修が加えられ、手元の手動索によって爆弾が投下できるようになった。この改修は岩本が命令に反して決行したとの主張もあるが、日本を出発する前に鉾田教導飛行師団司令の今西の許可で、すでに爆弾の空中投下は可能となっており、これはその追加の改修に過ぎなかった。根拠は不明であるが、岩本はこの時点においても特攻には否定的で、爆弾の投下が可能となる改修を行った後に「万朶隊」隊員に対して「体当たり機は、操縦者を無駄に殺すだけでなく、（敵艦を）撃沈できる公算は少ない。出撃しても、爆弾を命中させて帰ってこい」などという、特攻を拒否する指示を出したなどとの主張もあるが、既に岩本の決心は揺らがなくなっており、この後に、特攻を前提とした激しい訓練を「万朶隊」隊員に行わせて、特攻出撃に備えている。
訓練の様子を取材していた報道班員の福湯によれば、小柄且つ痩身で、普段は大きな声を出すこともない岩本が、人が変わったかのように声を張り上げて、岩本が立っているピスト（指揮所）に向けて突入する訓練を繰り返させていた。岩本が繰り返させた訓練は、加速度で爆弾の破壊力を増大させ、また対空砲火による撃墜の可能性が低いという利点があるが、敵艦が回避行動をとった場合に機体を立て直すことが困難という弱点のある｢急降下法｣と、散々訓練してきた「跳飛爆撃」の応用で、敵艦の2,000ｍから急降下して、海面20ｍ程度の高度の水平飛行に移行し、そのまま敵艦の喫水線に体当たりを行うため、高い命中率が期待できるが、「跳飛爆撃」の欠点と同様に一定時間敵艦の対空砲火の浴び続けるので、撃墜される可能性が高いという欠点のある｢水平跳飛法｣の2つであったが、どちらも特攻を前提とした訓練であった。
岩本は戦況に応じて、確実に特攻を成功させるためにどちらの戦法で行くかその場で判断せよ。と厳格を通り越した神経質なまでの指示を与えていた。訓練中、各機はプロペラでピストを切るかのような勢いで突進してくるので、そのたびピストがゆらぎ、岩本は立っているのがやっとという状態であった。この訓練は、やり直しのきかない、一発必中を期する特攻訓練であり、岩本は隊員がヘトヘトになるまでこの突入訓練を繰り返させた。同じ第4航空軍で「九九式双発軽爆撃機」を運用していた飛行第75戦隊の戦隊長土井勤少佐は、岩本とは鉾田時代に顔見知りであったが、その“ふたたび還らざる出撃”を前提とした激烈な訓練を目の当たりにし、「万朶隊」の全員が“生きながらの軍神”のように見えたという。
訓練終了後に兵舎に帰ってきた「万朶隊」隊員が訓練の疲労で寝静まると、岩本は報道班員の福湯と酒を酌み交わしながら｢万朶隊の攻撃はたった1度です。1度で必ず成功しなければなりません。死ぬことは、そんなにやさしいものではありません｣と話すなど、初めから特攻を覚悟した発言をしており、同じ初の特攻隊の指揮官となった海軍の関が、同盟通信社の報道班員小野田政に｢ぼくなら体当りせずとも敵母艦の飛行甲板に50番（500kg爆弾）を命中させる自信がある｣などと特攻を逡巡するような発言をしていたのとは対照的であった。
海軍が特攻により戦果を重ねていたことから、陸軍中央や現地の部隊長らから、司令官の富永に対して陸軍も「万朶隊」と「富嶽隊」を早急に出撃させるべきとの強い声が寄せられていたが、富永はせっかく空母を撃沈できるような重装備を持っている部隊なのだからと、戦機を見計らって出撃させると決めており、安易な出撃命令は出さなかった。

### 岩本隊長戦死

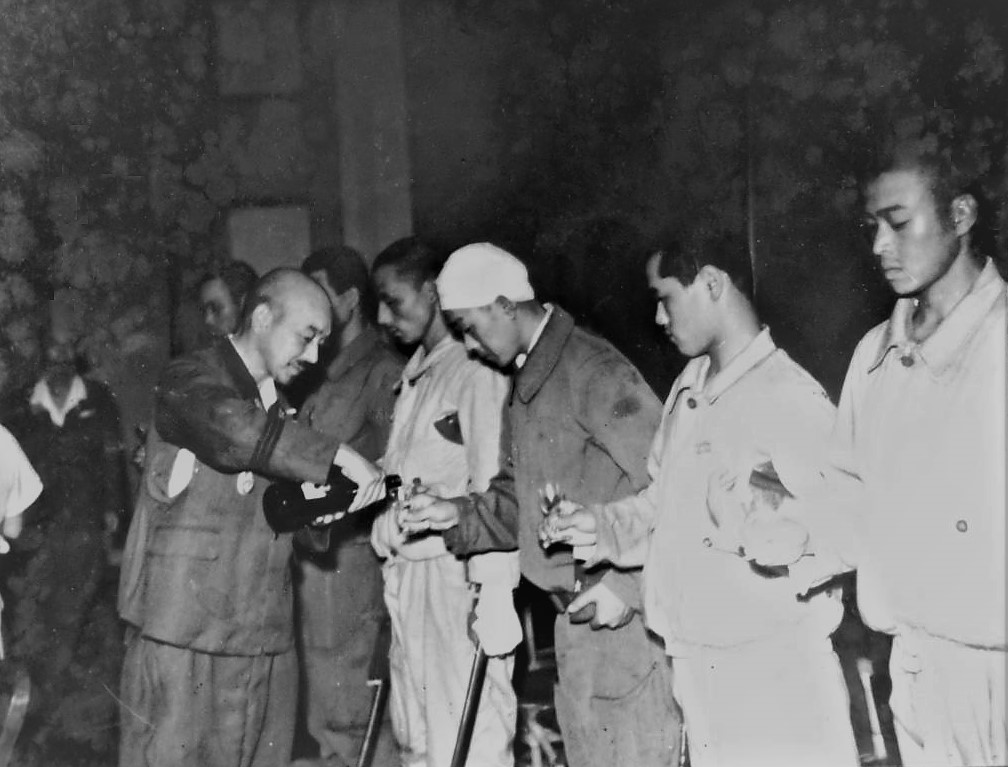
隊長の岩本益臣大尉ら士官が戦死したのち軍司令官官舎に招かれた万朶隊隊員、酒を酌しているのが第4航空軍富永恭次中将、酒を注がれているのが空襲で負傷し頭に包帯を巻いてる石渡俊行軍曹

「万朶隊」が出撃に備えて訓練を繰り返していた11月4日に、岩本からマニラの第4航空軍司令部に作戦の打ち合わせに来たいとの申し出があり、電話応対した第4航空軍参謀の佐藤勝雄少佐は、岩本らがまだフィリピンに来たばかりで状況をよく把握できていないと案じて、「いつも朝はグラマンが来ているから」「1時間ぐらいで来られる近いところだから、必ず車でこいよ」と、航空機で来るのは危険だから陸路で来るようにという指示を行い、岩本も「はい」と返事をしている。岩本が第4航空軍司令部に向かおうとした目的は、万朶隊を現地で取材していた報道班員の福湯によれば、出撃の日時の打ち合わせのために、岩本が自らの意志でマニラの第4航空軍司令部に向かったとされ、報道においては、参謀や福湯ら関係者の証言から「攻撃の日程等の連絡のため」マニラに向かったと報じられており、戦後の出版物でも「作戦連絡飛行」や「連絡」のため「岩本の意志で」マニラに向かったとする資料が多い。しかし、根拠は不明であるが、司令官の富永が、岩本らの日ごろの労を労うため、マニラの料亭「廣松」で歓待しようと考えて「11月7日にネグロス島から帰ってくるので申告（到着の挨拶）をするように」という命令をしてマニラに呼びつけたという主張もある。さらに、岩本ら万朶隊の隊員が「こんな危険な時期に呼び寄せるなんて航空戦を知らんよ」などと非難しながら渋々従ったなどと想像する者もいる。
11月5日、朝8時に岩本は第4航空軍司令部の忠告を聞くことも無く、将校全員となる4名を乗せると自ら特攻機仕様の「九九式双発軽爆撃機」を操縦して、兵舎のあるリパからマニラの第4航空軍司令部に向かった。しかし、そのときにはアメリカ海軍艦載機がマニラ上空に来襲しており、岩本機はマニラに近づいたところで「F6Fヘルキャット」から見つかって攻撃された。ニコルス飛行場でその様子を見ていた海軍の津田忠康少尉は、敵の激しい空襲のなかで爆撃機単機で飛行していた岩本機を訝しみ「今頃、飛んでくるなんて、おかしな双軽だな」などと心配して見守っていたが、F6Fヘルキャットの銃撃を受けた岩本機は大きく姿勢を崩して、黒煙を噴き上げながらモンテルンパ付近の畑のなかに墜落した。墜落地付近はゲリラの勢力が強いため、第4航空軍は武装兵を入れた救援隊を編成し救助に向かったが、岩本、園田芳巳中尉、安藤浩中尉、川島孝中尉の操縦士士官は全員即死、唯一、通信士官の中川勝巳少尉が重体で収容されたがのちに死亡した。このとき、救援隊の1人であった第4航空軍衛生班の大元肇上等兵によれば、岩本らの遺体は現地の住民に物色されて、遺品は殆ど奪われていたという。
岩本らが指示を破って航空機で戦死したという報告を聞いた第4航空軍司令部は全員落胆し、高級参謀の松前未曽雄大佐は「あれほど自動車でこいと指示しておいたのに」とがっかりとした表情で話していたという。「万朶隊」は岩本以下の操縦士将校全員が出撃前に戦死してしまうという不運に見舞われた。岩本が第4航空軍司令部の指示を無視して、危険な空路でマニラに行こうとした真意は不明であるが、マニラと岩本らがいたリパの飛行場との間の距離は約90㎞もあって、ゲリラを警戒しながらの陸路では3時間以上の時間がかかってしまうため、それを嫌ったという理由に加えて、特攻隊長を命ぜられて胸中には憤激と不満が渦巻いていた中で、マニラに呼びつけるといった富永の非常識さにも立腹し、無駄死にを覚悟して、当てこすりにわざわざ危険な空路を選択して、予想通り戦死してしまったなどと突飛な推測する者もいるが、岩本らがいたリパの飛行場からマニラの第4航空軍司令部までの所要時間については、実際に岩本とマニラ来訪の打ち合わせを行った関係者の証言によって異なっており、第4航空軍参謀の佐藤によれば、自動車でも1時間程度、同じく第4航空軍参謀の美濃部浩次少佐によれば、陸路では2時間程度かかると証言している。しかし、佐藤も美濃部も岩本が自らの意志でマニラに向かったと証言していることには相違はなく、佐藤は、岩本が陸路で来なかったのは、車の手配がうまくいかなかったのか、もしくは車を使うことを遠慮したのではと回想し、美濃部は司令官の富永はネグロス島からマニラに向かっている途中で、岩本は急ぐ必要もなく、車で夕方ぐらいまでに到着すればよかったのにと悔やんでいる。
岩本らを失った「万朶隊」の不運は続き、同日のアメリカ軍艦載機による空襲で石渡俊行軍曹と通信員の浜崎曹長2名の隊員が負傷、戦死した岩本らを火葬するさいに、火葬のために使ったガソリン缶に引火し爆発、辺り一面に火災が広がり、社本忍軍曹 が大火傷を負ってしまった。鵜沢邦夫軍曹もフィリピン到着時に不時着して入院しており、これで「万朶隊」で健在な搭乗員はたった5名になってしまった。
意気消沈した「万朶隊」隊員を激励するため、11月10日に富永は同じ特攻隊の「富嶽隊」隊員と共に全隊員をマニラの軍司令官官舎で歓待した。その席で富永は自ら「万朶隊」の隊員ひとりひとりに酒を酌して回り、「とにかく注意してもらいたいのは、早まって犬死にをしてくれるな」「目標が見つかるまでは何度でも引き返してかまわない」「それまでは身体を大事にしてもらいたい」と声をかけた。体当たりをせずに爆弾を投下して帰還しようと密かに考えていた佐々木は、富永の「何度でも引き返してかまわない」という言葉に心をひかれた。富永はさらに「最後の1機には、この富永が乗って体当たりする決心である。安んじて大任を果たしていただきたい」という言葉をかけ、即興で詠んだ漢詩を万朶隊隊員に送った。
この漢詩で富永は、万朶隊隊員に「決して死ぬことが目的ではない」と教えたが、この富永の教えを聞いた隊員の佐々木は「これほど温情と勇気がある軍司令官なら、自分の決死の計画も理解してもらえる」と意を強くした。

### 初出撃

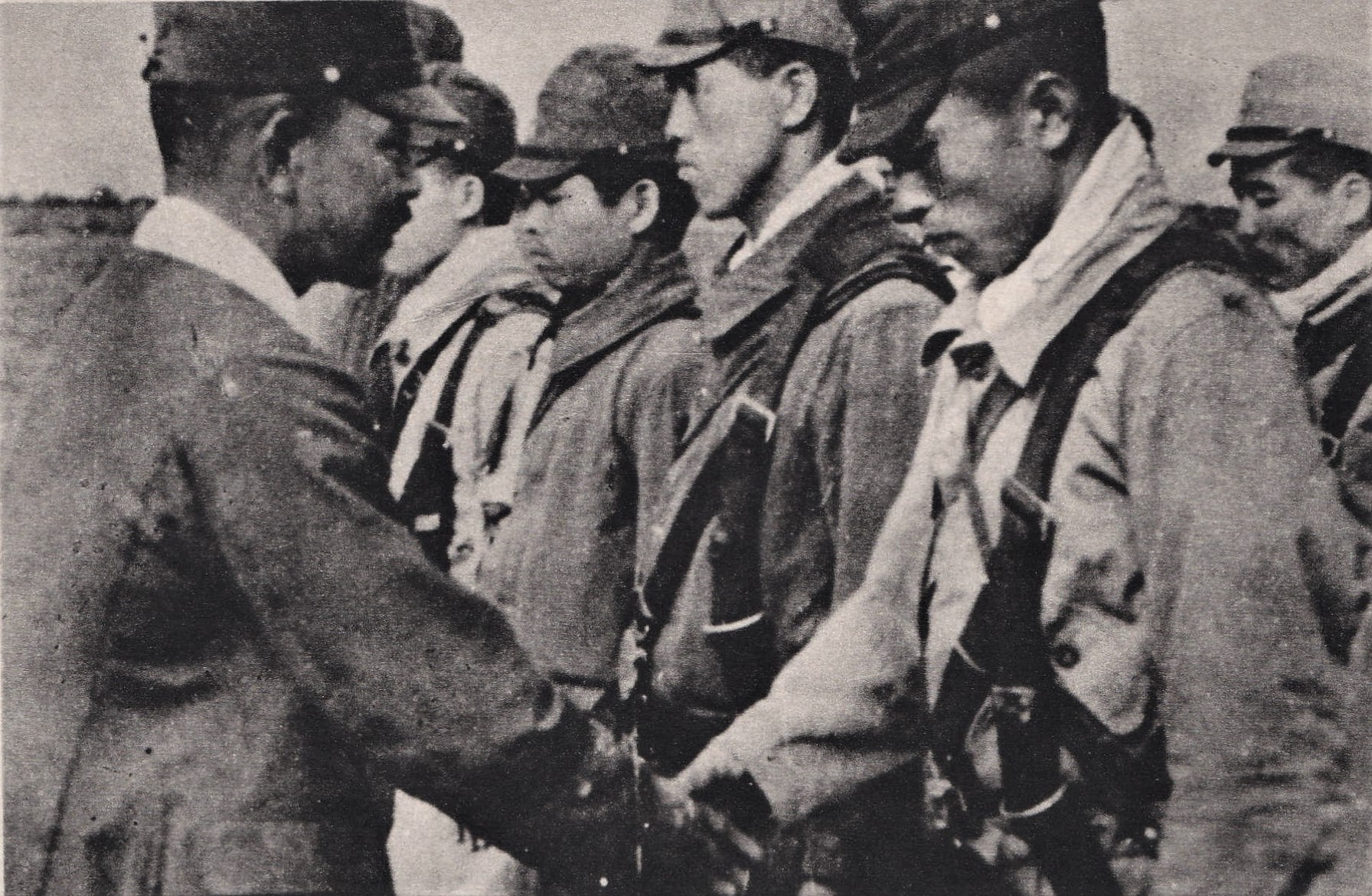
出撃する万朶隊隊員と握手をする第4航空軍司令官富永恭次中将

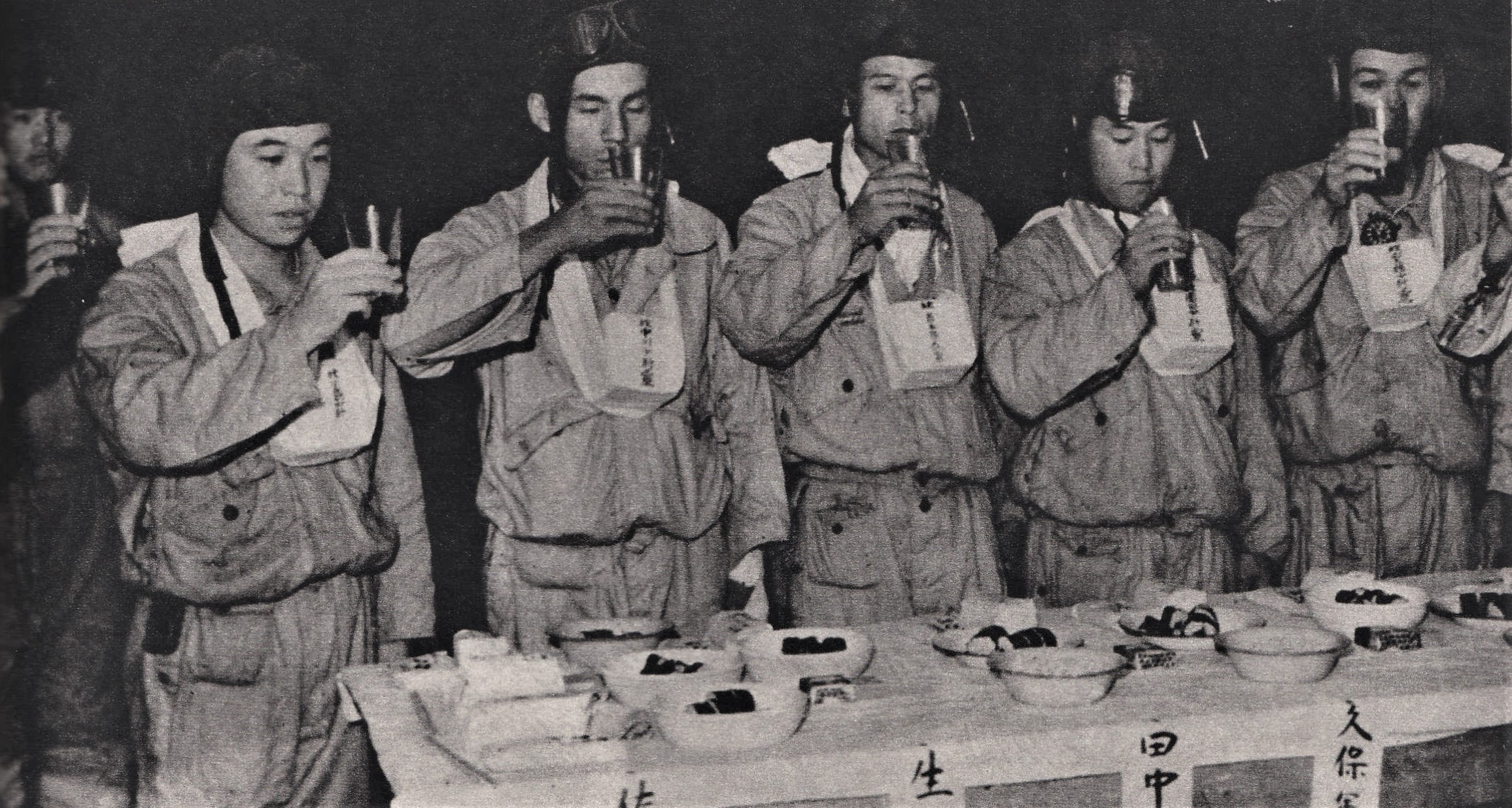
初出撃日に日本酒で乾杯する万朶隊隊員、左から佐々木友次伍長、生田留夫曹長、田中逸夫曹長、久保昌昭軍曹、奥原秀孝伍長

岩本ら搭乗員の士官が全員戦死後、隊長代理は整備班の士官村崎正則中尉となったが、搭乗員の指揮は先任下士官の田中がとることとなった。田中は北支戦線で転戦した戦歴を有するベテランであり、岩本に代わる新攻撃隊長として適任と見られていた。田中ら「万朶隊」は出撃に備えてルソン島南部のカローカン飛行場に進出した。田中は岩本が課していた訓練をそのまま引き継ぎ、連日激しい訓練が繰り返され、それを田中機に搭乗する通信兵の生田留夫曹長が補佐した。ある日、生田は佐々木がエンジンに防塵網を取り付けずに機体に乗り込もうとしているのを見て、「おい、佐々木、ちょっと待て、貴様は防塵網を忘れているではないか！ゴミで、もし故障でも起こったら、死んだ隊長殿に何と言って申し訳するつもりだ、この馬鹿野郎！」と叫んで直立不動の佐々木をビンタで力任せに殴りつけた。カローカン飛行場は乾燥しており、滑走路を航空機が滑走する際に砂塵が舞い上がり、砂がエンジンを損傷させる恐れがあるので、防塵網は必須であったのを佐々木が装着し忘れていたので生田が叱責したのであったが、訓練が終わると生田は階級が下の佐々木に歩み寄って「さっきは痛かったろう、すまなかったなぁ」と詫びる心遣いを見せている。カローカン基地指揮所の黒板には岩本が詠んだ短歌が記されて、全員が岩本らの仇を討つことを誓った。
その後、1週間経った11月11日、同郷（福岡県）の従軍記者の福湯と故郷の会話をかわしていた田中に、偵察機からの｢レイテ湾南方300kmの海上にアメリカ機動部隊北進中｣という報告があった。田中はその報告を聞くなり｢わぁ、すごい、すごい｣｢すげえ、獲物がやってきた！｣と跳び上がって喜び、福湯を置き去りにして本部にとんでいったという。その様子を見ていた福湯は、出撃即戦死の状況にもかかわらず高揚していた田中のことを戦後に回想して｢戦死することを食事をすることぐらいにしか考えていない｣｢死を恐れるのが人間の本能であって、訓練によって死を喜ぶ心境になっている当時の特攻隊員は人間という名で呼ぶには相応しくなかったかもしれない｣という感想を抱いている。
その後、田中ら「万朶隊」隊員に「明朝、レイテ湾の敵艦船に必殺攻撃を実施すべし」との命令が下された。その夜、明日出撃する下士官以下5名のための壮行会が、カローカン飛行場近隣の日本料理店で開催され、上座に「万朶隊」隊員、下座に第4飛行師団参謀長猿渡篤孝大佐などの将校らが並んで盛大な宴が催された。宴会には従軍記者も呼ばれ、互いのお国自慢も飛び交うなど大いに盛り上がったという。なかでも、通信兵の生田は普段の実直な人柄と違ってかなりの酒豪であり、酔って持ち前の美声で民謡の磯節を歌い、｢内地を出るときは（今西）校長閣下に酒は呑んでも呑まれるなよ。と言われたぞ｣と嬉しそうに語っていたという。「万朶隊」の隊員らは従軍記者にもお酌をして回ったが、なかでも久保昌昭軍曹は毎日新聞の福湯に酌するとき、｢あなたの社に叔父さんがいるのですよ。飛石賢一郎という。どうか、昌昭は元気でいったとお伝え下さい｣と語りかけてきた。福湯は驚き｢飛石君は同僚ですよ。なぜあなたはそれを早く言わなかった｣と尋ねると、久保は｢いや、それを言うと、あなたが私に特別な便宜をはかってくださるような気がしたので｣と答え、それを聞いた福湯は、久保の万事に控えめで落ち着いた態度に感心させられている。久保は陸軍少年飛行兵出身であり、非常な熱血漢でもあった。飛行の際には｢万夷必ず一撃を期す｣との書き込みがある日の丸の鉢巻をしていたが、そのことについて問われると｢轟沈した敵空母の連中を極楽だか地獄だかに引率する時の指揮をとるには、日の丸でなければいかんのです｣と答えたという。最後に田中が報道班員に「長いこと娑婆に置いて貰ったなあ、これで思い残すことはないよ」とぽつりともらしている。
壮行会を終えた田中らが兵舎に帰ると、フィリピン到着時に機体が不時着して負傷していた鵜沢邦夫軍曹が「自分も是非一緒に搭せていって下さい。お願いします」と陸軍少年飛行兵上がりのまだあどけない顔で、泣き出しそうにうったえてきた。田中は諭すように「お前の気持ちは判っている。だが今回は俺たちが行く、一人でも残って次の攻撃に参加してくれ」と鵜沢の肩を叩きながら優しく語りかけると、鵜沢は肩をふるわせて大泣きした。その後、本日出撃予定の、田中、生田、久保、奥原、佐々木の5名は第4飛行師団志村参謀らと最後の打ち合わせを行い、田中は「攻撃は各自が最も効果を生ずると思う方法でやるのだ。自分の乗る隊長機は最初に突っ込む。敵艦を海の底に沈めるのではなく、自分らと一緒に空中分解させるつもりでやるのだ」「無電が切れたその瞬間に俺の機が命中するのだから最後の無電はよく聞いてくれよ。そして今度お前が攻撃するときもその要領でやるんだ」「明日は隊長の弔い合戦だ、敵の奴に俺達の死に際を見せてやれよ」と訓示した。その後、おのおの私物の整理をし、最後に全員で習字の書き納めをして出撃の時間を待った。
翌11月12日の空は快晴で、少しの薄雲が流れていくぐらいであった。午前4時に第4航空軍司令官富永が隊員ひとりひとりと握手をかわすと「諸子は比類なき忠節心と勇気とを持つ陛下の兵士である。諸子は万朶隊の隊員であり、神国日本の精神と正義をまさに発揮しようとしているのである」「一命は鴻毛より軽く、諸子が託されている敵艦撃沈の任務は富士山より重い」との訓示を行った。出撃は4機の「九九式双発軽爆撃機」に5名の「万朶隊」隊員が搭乗して行われた。本来、「九九式双発軽爆撃機」は4名で運用するが、機銃などは特攻機改造で全て撤去しており、通信士の搭乗する1番機を除いては、全機操縦士1名で飛行した。先に戦死した岩本以下4名の遺骨が入った白木の箱を抱いた「万朶隊」隊員には、日本酒が振る舞われて、軽食として海苔巻きや餅も出されたが、手を出す隊員はいなかった。

### 佐々木友次伍長生還

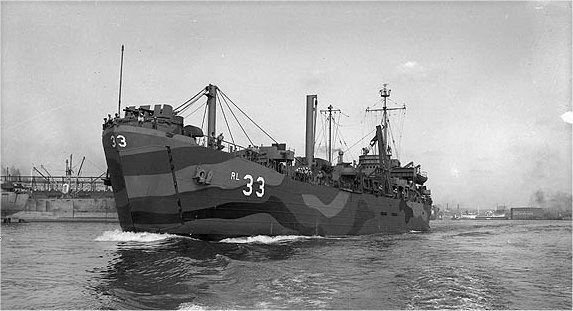
万朶隊が出撃した日に損傷した「アキレス」「エゲリア」と同型艦のアケローオス級上陸用舟艇工作艦、この戦果は万朶隊のものとの意見もあるが、アメリカ軍の記録とは相違する。同級の艦は神話や宗教に因んだ艦名を名付けられた艦が多い

整列している「万朶隊」隊員に対して参謀長の猿渡が「天佑神助のもとに諸子の成功を祈る」と最後の訓示を行うと、田中は「田中曹長以下4名只今出発いたします」と猿渡に敬礼し、「万朶隊」の5名は白木の箱を抱いたまま「九九式双発軽爆撃機」に乗り込んだ。そこに「万朶隊」の整備兵が駆け寄り、岩本の遺影を田中に渡した。やがて4機は多くの幕僚、飛行兵、整備兵に見送られながら順に離陸していき、飛行場上空を一週すると見事な編隊を組んでレイテ湾に向かった。護衛には一式戦闘機「隼」が11機ついた。「万朶隊」は途中で途中で奥原英彦伍長機がエンジン故障で引き返したが、残り3機は午前8時30分にレイテ湾に突入した。援護についていた「隼」は船団を護衛していた「P-38」と空戦となり、空戦で被弾した第24中隊の渡邊史郎伍長も、搭乗していた「隼」で「万朶隊」と共に敵艦隊に突入した。
渡邊以外の護衛機「隼」は無事に帰還すると、「万朶隊」3機の突入の報告を行った。その戦果報告は「残る3機はP-38に迎撃されつつも輸送船に体当たりした」「もうもうたる黒煙を吹き沈没寸前の大型艦2隻と炎上中の小型船1隻を確認」というものであったが、なかには、田中機が急降下し突入しようとした艦には赤十字のマークが記してあり、これが病院船と認識した田中は突入を止め、一旦態勢を立て直して急上昇すると、再び急降下し敵の1番艦に突入、その後、同じ艦に空戦で被弾した護衛機の渡邊機も突入して傲然たる閃光と火柱が吹き上がった。次いで久保機が戦艦の舷側に命中し大きな水柱を上げ、最後に佐々木機が敵機の攻撃を受けつつも、そのまま戦艦に垂直降下し、護衛の戦闘機搭乗員が攻撃成功を祈っている間に、敵戦艦が豪爆音と共に爆発を発した。などとする非常に臨場感溢れた戦果報告もあった。第4航空軍はこの攻撃で戦艦1隻、輸送艦1を撃沈したと戦果判定し、南方軍司令官寺内寿一大将より戦死した4名への感状が授与がされることとなった。
しかしこの戦果は、海軍の神風特別攻撃隊が空母を撃沈したという戦果発表に張り合って陸軍は戦艦を撃沈したという過大戦果発表であった。また、田中が病院船への突入を止めたという報告を利用して、「急降下の途中、体当たりの瞬間に、目標が病院船であるのを確認して中止し、心にくい落ち着きののち、好餌輸送船に体当たりした。敵の病院船攻撃はしばしば繰り返され、特に11月に入ってからも、比島近海においてわが「橘丸」に対する鬼畜機銃掃射が伝えられる時、悠久に生きる大死の瞬間まで、至高至純あくまでも曇ることなきわが特別攻撃隊員の、この聖なる散華こそ、名にふさわしき万朶の桜といわずして何であろうか」とアメリカ軍が繰り返し日本軍の病院船を攻撃していることと対比した、プロパガンダ報道にも利用された。
アメリカ軍の公式記録上で、この日に実際にアメリカ海軍所属艦が被った損害は、上陸用舟艇工作艦の「アキレス（上陸用舟艇工作艦）」と「エゲリア（上陸用舟艇工作艦）」 の2隻の損傷のみであった。アメリカ軍の戦闘記録によれば、「アキレス」は歩兵揚陸艇4隻、「エゲリア」は歩兵揚陸艇2隻、中型揚陸艦1隻をそれぞれ横付けさせて修理中で停泊していた。13時になって、そこに「ジーク」こと「零式艦上戦闘機」複数機が来襲し、「アキレス」にそのうち1機が命中、エンジンが主甲板を貫通、航空機の機体は甲板室まで到達して爆発、耳をつんざくような爆音ののち、甲板上を航空燃料により生じた火災がなめ尽くした。甲板上で作業をしていた水兵多数が死傷し、戦死者33名、負傷者28名という大きな人的損失と甚大な損傷を被ったが沈没には至らず、1945年2月まで修理のために戦線離脱した。他の1機がタンカー「カリブー（タンカー）」に突入しようとしたが、対空砲火により方向転換し、3隻の艦を修理中の「エゲリア」に向かってきた。修理のため横付けしていた3隻のうち、歩兵揚陸艇の「LCI-430」が「零戦」に向けて対空射撃を行い、「零戦」は「エゲリア」の25フィートの至近距離で撃墜されたが、搭載されていた爆弾の爆発で横付けされていた歩兵揚陸艇の「LCI-364」側面に大穴が空き、その衝撃で「エゲリア」も軽微ながら損傷を被って21名が負傷した。大破した「LCI-364」は、そのまま沈没することを防ぐために、他の揚陸艇に曳航されて浅瀬に座礁させられている。以上の様に「アキレス」と「エゲリア」の損傷については詳細な戦闘記録が残されており、「万朶隊」の戦果ではない。
11月12日はアメリカ海軍の軍艦以外にも、アメリカ合衆国商船隊のリバティ船7隻が特攻で損傷しているが、「モリソン・R・ウェイト」（戦死者21名　負傷者43名）が突入機「零戦」で午前10時29分、「トーマス・ネルソン」（戦死者168名　負傷者88名）「レオニダス・メリット」（戦死者58名　負傷者33名）「マシュー・P・デェディ」（戦死者61名　負傷者104名）が3機の機種不詳の特攻機に攻撃されたとしており機数は「万朶隊」と符合するが時間は午前11時27分で相違、「ジェレミー・M・デイリー」（戦死者106名　負傷者43名）が突入機機種不詳で14時20分、「アレキサンダー・メイジャーズ」（戦死者2名　負傷者15名）が突入機「零戦」で17時18分、「ウィリアム・Ａ・コルター」（戦死者なし　負傷者69名）が突入機「零戦」で17時45分といずれも機種や突入時間が相違している。この日は「万朶隊」の他にも海軍の神風特別攻撃隊「第2櫻花隊」「梅花隊」「第2白虎隊」「時宗隊」「第2聖武隊」の「零戦」合計22機が出撃しているが、これらのなかには多数の「ジーク」こと「零戦」が含まれており、この日の戦果は海軍の神風特別攻撃隊によるものである。
なお、護衛機に突入と報告された佐々木機は実際には突入していなかった。佐々木の記憶によれば、奥村機が途中で引き返したため、レイテ湾まで到達できたのは指揮官の田中機と久保機と佐々木機の3機であったが、レイテ湾から出港する船団を見つけて突入しようとしたときに、佐々木機はほかの2機とはぐれてしまったという。その後、佐々木は敵艦を求めて単機で彷徨ったが、航行中の艦船を発見、佐々木はこれを揚陸艦と判断し、当初から決めていたとおり体当たりをすることなく急降下して高度800ｍで爆弾を投下したという。なお、この日に損傷した「アキレス」と「エゲリア」を佐々木の戦果であったとする主張もあるが、上記の通り、「アキレス」と「エゲリア」が攻撃されたのは13時で、佐々木が突入した午前8時30分とは大きく時間がずれる上に、アメリカ軍の戦闘記録によれば、上記の通り、「アキレス」、「エゲリア」に突入したのは単発の「ジーク」こと「零戦」の特攻機であり、「万朶隊」の双発の「九九式双軽爆撃機」ではなく、上記の通り攻撃された状況は、佐々木の主張する状況とは全く異なっている。
また佐々木は、攻撃した艦船を「船首が切り立ったようになっている小さな船1隻」などと主張しているが、「アキレス」、「エゲリア」の「アケローオス級上陸用舟艇工作艦」は、佐々木の目撃談とは異なって、艦首が箱形に切り立った形状ではなく、全長約100ｍ、総排水量3,775トンと小型船という規模でもなく、単独で航行中ではなくて複数で停泊中であった。また、佐々木自身も投下した爆弾は命中せず、揚陸艦から離れた海上に着弾したのを確認しており、「船体から離れた水面に大きな波紋がわき立った」のを見て「しまった。あたらなかった」と振り返っているので、佐々木の戦果ではあり得ない。
戦果を挙げることはできなかった佐々木であったが、初めから決めていた通りに、爆弾を投下したのちに戦場を離脱してミンダナオ島のカガヤン飛行場に向かって飛行した。

### 万朶隊の苦戦
初出撃の日、突入した「万朶隊」の4名は全員戦死と思われていたが、後に佐々木が敵艦に体当たりせず通常攻撃を行って生還していることが判明した。ミンダナオからカローカンに帰ってきた佐々木に、第4飛行師団参謀長の猿渡が「どういうつもりで帰ってきたのか」と詰問したが、佐々木は「犬死にしないようにやりなおすつもりでした」と答えている。第4航空軍司令部にも出頭し、参謀の美濃部浩次少佐に帰還を報告したが、美濃部は大本営に「佐々木は突入して戦死した」と報告した手前「大本営で発表したことは、恐れ多くも、上聞に達したことである。このことをよく胆に銘じて、次の攻撃には本当に戦艦を沈めてもらいたい」と、次回の出撃では確実に体当たりをするようにと即促した。天皇に報告した通りに死ななければいけないという不条理に佐々木は憤然としたが、軍司令官の富永は生還したことを全く咎めることもなく、軍司令官室に入って佐々木が敬礼するなり「おお、佐々木、よく帰ってきたな」「よくやった。これぞという目標をとらえるまでは、何度でも帰ってこい。はやまったりあせってはいかん」と軍司令官自ら下士官に対しては破格の声をかけて、「昼飯を一緒に食べようと思ったら、他に予定があるそうだ。せっかくだから、お土産を進呈しよう」と上機嫌で缶詰を佐々木に手渡した。佐々木は軍司令官から破格の優しい声掛けと、贈り物をもらって光栄な思いを抱きながら司令部から退去した。
11月15日、負傷から復帰した石渡俊行軍曹が隊長となり、前回出撃から漏れた近藤行雄伍長、前回出撃しながら帰還した奥原と佐々木の4機が「万朶隊」第二回目の出撃を命じられたが、初出撃日と違って天候に恵まれず上空に雲が多かった。4機は離陸後に飛行場上空で空中集合して編隊を組んで進撃する予定であったが、初陣の近藤機が自分の位置を見失って墜落、佐々木機と奥原機は雲に遮られて予定の空中集合ができずに再び帰還した。隊長の石渡は単機で進撃したと思われるが、そのまま未帰還となった。のちほど近藤機がニルソン飛行場付近に墜落しているとの連絡があり処理班が駆けつけたが、800kg爆弾の爆発で近藤の遺体もろとも機体は粉々になっており、近くの椰子の木に引っかかっていた千人針の切れ端に残っていた名前で近藤機の残骸であることが確認された。佐々木はこの日に再び特攻に失敗したとされて、戦死公報は取り消され、感状の授与は見送られた。こののち、「万朶隊」初回出撃の戦果によって、11月12日に戦死した田中と生田と久保の3名に感状の授与、さらに一緒に敵艦に突入して戦死した護衛戦闘機隊の渡邊を含めた4名に対して少尉への特進と、特旨による論功行賞が発令されている。
その後の11月25日に3回目の「万朶隊」の出撃がわずかに残っていた奥原、佐々木の2名に命じられたが、出撃直前にアメリカ軍艦載機の空襲を受けて、奥原が爆撃により戦死、両名の機体も爆装したまま地上撃破されてしまった。負傷により入院中の2名を除けば「万朶隊」は佐々木ただひとりとなってしまい、その後もたったひとりの「万朶隊」に出撃が命じられたが、佐々木はその都度帰還した。帰還を続ける佐々木に猿渡は「爆撃で敵艦を沈めることは困難だから、体当たりをするのだ。体当たりなら確実に撃沈できる」と次回出撃時は確実に体当たりするよう諭したが、佐々木は「私は必中攻撃で死ななくてもいいと思います。その代わり、死ぬまで何度でも行って、爆弾を命中させます」と反論したなどとも言われ、佐々木が上官の命令に抗ったという主張もあるが、佐々木が所属した第4飛行師団参謀の辻秀雄少佐によれば、最初の出撃で帰還した佐々木への対応について第4飛行師団では判断がつかずに第4航空軍と協議したところ、第4航空軍参謀より「行って、それが命中して効果をあげたんなら、もう1回やらせてもいいんじゃないか」という提案があり、その後も佐々木が帰還を繰り返すと、「もう1回やるんだから、2回でも3回でもやれば、それだけ戦果をあげるんだから、それだけこっちに利があるんじゃないか」「こういう風な状況になったんだから、やむを得ない。彼（佐々木）にいい死に場所を与えようじゃないか」ということで、第4航空軍司令部が佐々木の帰還を容認していた。この第4航空軍の佐々木に対する方針は、司令官の富永の裁量であったとも言われる。その裏付けとして、当時、第4航空軍付で取材をしていた読売新聞報道班員辻本芳雄は、帰還するたびに参謀から苦言を言われていた佐々木に対して、富永が励ましているのを目撃したと戦後に語っている。
佐々木のほかにも、富永の裁量で戦死の上聞を赦された搭乗員は存在している。艦船攻撃任務でアメリカ軍戦闘機に撃墜されたとして2階級特進した飛行第26戦隊の奥林善五郎伍長は、実際は被弾しながらマスバテ島に不時着して九死に一生を得ており、後に生還したが、富永は一旦戦死を天皇に上申していたのにもかかわらず、生還した奥林を温かく迎え入れると「奥林伍長は戦死しなかったが、この富永が10月27日付で改めて軍曹に任命する」と異例扱いの特進を認めて部隊に復帰させている。さらに、前線では貴重品の煙草2箱を褒美として渡し、奥林を感激させている。奥林はこのあとも富永に対して「閣下ともなる人は、なんと優しく親切で、立派な人柄なんだろう」と考えて、尊敬と親しみの気持ちを抱くようになった。
佐々木がそのような第4航空軍の方針を知ることはなかったが、顔見知りとなっていた毎日新聞の報道班員の福湯には｢むざむざ死ぬ必要はないでしょう。生きていた方が、それだけ仕事ができるものですからね｣と別に悪びれることもなく笑顔で話し、引き続き帰還を繰り返した。12月4日にはたった1機での出撃を命じられ出撃したが、飛行第20戦隊の中隊長有川覚治大尉と佐藤曹長の2機の一式戦闘機「隼」が護衛についた。3機は高度5,000ｍでレイテ湾に向かっていたが、佐々木は上空にアメリカ軍戦闘機がいるのを発見すると、突入を諦め爆弾を投棄して、護衛の有川らに連絡することもなく一目散に退避した。護衛の有川も、アメリカ軍戦闘機4機編隊の3個合計12機を発見したが、有川は常々、自分が全部敵機の攻撃を背中に受けて特攻機を護ると心に決めており、佐々木の様子を見ようと振り返ると既に退避した後で機影はなかった。特攻機が先に退避し護衛機のみが残された形となり、戦力も態勢も不利な状況で有川も退避しようとしたが、そのときにアメリカ軍戦闘機に上空から攻撃された。有川の機は被弾もしくは激しい挙動の反動でエンジンカウルが吹き飛び、エンジンがむき出しとなったが、その後の攻撃はかわして無事に帰還した。護衛戦闘機を置き去りにして退避した佐々木は、ネグロス島のバコロド飛行場に帰還したが、後日に猿渡から「きさま、それほど命が惜しいのか、腰抜けめ」と叱責される姿が目撃されている。
佐々木は出撃命令と攻撃の指示を、毎回参謀長の猿渡から直接受け取ったと証言しているが、戦後に第4飛行師団元参謀の辻が事実関係について猿渡に問いただしたところ、「もう、このご時世に、今さら、わしがどうのこうの言ったって、もう、いうだけ野暮だから、言わないことにした」と反論することは諦めたと答えたという。辻は作家の高木俊朗から取材を受けた際に、猿渡が身に覚えがないと言っていることと、「彼（佐々木）の言葉だけで結輪を出さずに、反対の立場の者の意見も聞くべき」と苦言を呈している。高木の著書等では、猿渡は何度も佐々木に特攻による戦死を強要する冷酷な人物のように描かれているが、猿渡は、操縦者からの叩き上げで航空参謀になっており、豊富な経験から操縦者のことをよく理解していたうえ、ノモンハン事件でも前線で航空作戦を指揮するなど実戦経験も深く、フィリピンの戦いにおいては、後日に第4航空軍司令部が台湾に脱出したのちもフィリピンに止まり、前線で自らも手榴弾で負傷しながらも将兵を鼓舞し続け、終戦時には、指揮下の第4飛行師団のみならず、抵抗を続ける第103師団に自ら親書を携えて降伏を促して、生き残っていた2,000名の将兵の命を救ったりしている。永年の軍務で人望も厚く、多くの特攻による戦死者を出した少年航空兵の戦友会日本雄飛会が出版した証言集に寄稿を求められて、「心底に想う」という序文を寄せていたり、日本国内初の動力飛行機の初飛行を行った徳川好敏が代表を務めた航空同人会の副代表として、日本航空史の伝承に尽力している。また、何回も特攻死を強要されて、猿渡に反撥したとされていた佐々木自身も、2015年の鴻上尚史の取材に対しては「それは言う方は当たり前でしょうね」「それは上官だから言いますよ」と淡々と答えている。
「万朶隊」が満足な戦果を挙げることなく壊滅状態となり「富岳隊」も戦果が不明ななかで、陸軍中央は苛立ちを募らせていた。陸軍での特攻開始に深く関与していた参謀本部参謀の田中耕二少佐は、戦後に当時のことを振り返って｢海軍の航空隊の戦果は、誠に華々しいものであります。母艦をたくさん沈めているのに、陸軍航空は何もしてないじゃないか。しょっちゅう叱られますので、私はまったく、参謀本部に来てから2年間、毎日針の蓆の上におる思いがしているわけであります｣｢明快な（戦果の）報告が電報されてこないんですね。それでこれはどうしちゃったんだろうというようなですね、せっかく改装をして、特別選り抜きの搭乗員をあてがって、何か寂しいような感じを持ちましたですね｣と「万朶隊」と「富岳隊」が陸軍からは期待外れであったと回想している。

### 陸軍特攻の作戦変更と戦果の拡大

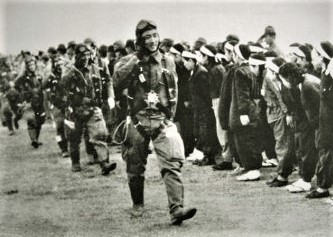
1944年12月5日、万朶隊佐々木友次伍長の6回目の出撃と一緒に出撃した鉄心隊、先頭は指揮官の松井浩中尉

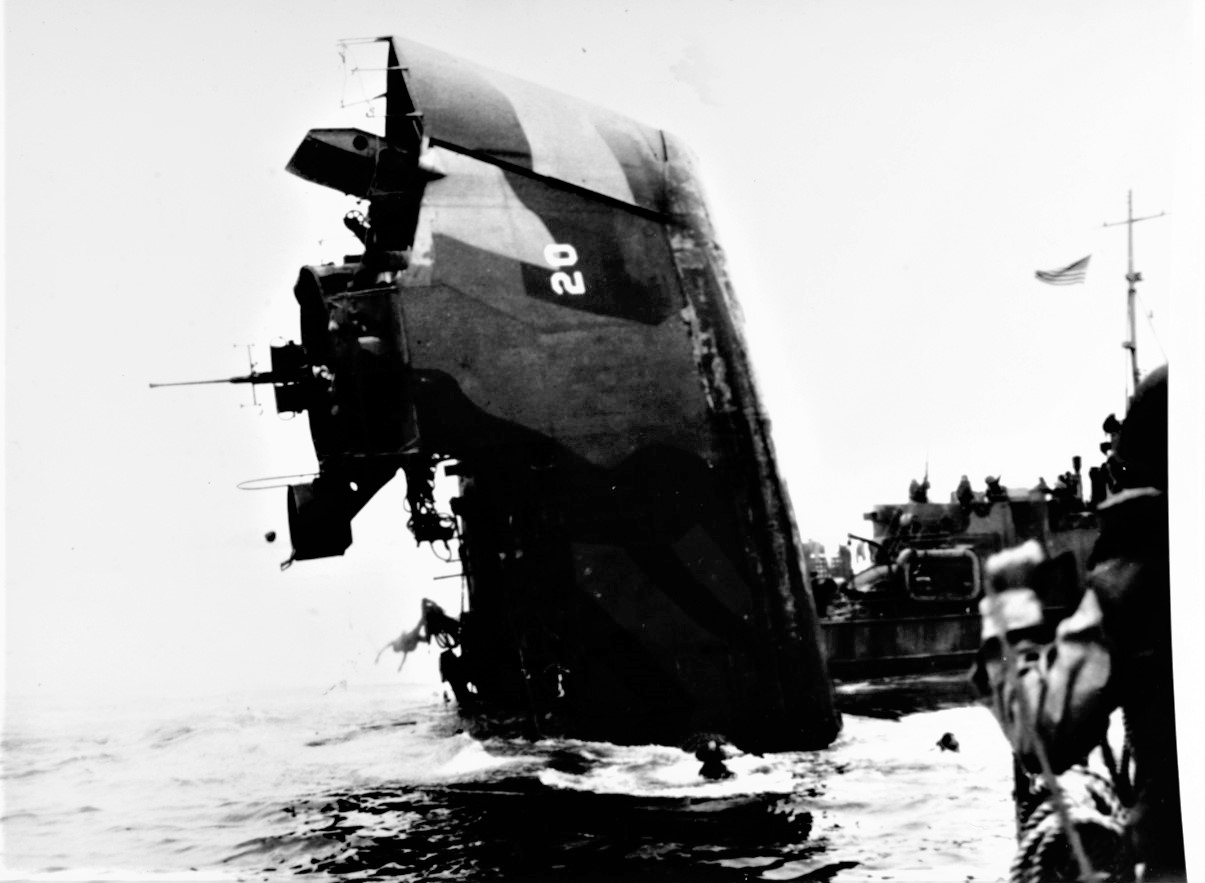
1944年12月5日、万朶隊佐々木友次伍長と同日に出撃した一宇隊の一式戦闘機「隼」の特攻で沈む中型揚陸艦LSM-20

陸軍中央は「万朶隊」と「富嶽隊」のような爆撃機を特攻専用機に改装した機体では、操縦性が低下して戦果が挙がらないのに対して、海軍が小回りの利く「零戦」や艦上爆撃機「彗星」などの操縦性が高い小型機による特攻で成果を挙げていることを知り、明野教導飛行師団で一式戦闘機「隼」などの小型機を乗機とする特攻隊を編成し、「八紘隊」と名付けてフィリピンに投入した。名前の由来は日本書紀（淮南子）の「八紘をもって家となす」（八紘一宇）による。その後に「八紘隊第1隊」「八紘隊第2隊」などと呼ばれていた各隊を、富永が自ら「八紘隊」、「一宇隊」、「靖国隊」、「護国隊」、「鉄心隊」、「石腸隊」と命名している。
富永は史学の知識が深く、また文才も豊かで達筆でもあり、特攻隊の部隊名は歴史などの故事に因んで命名された。例えば「鉄心隊」と「石腸隊」は中国北宋の政治家で文才と画才にも秀でていた蘇軾の「李公択に与うるの書」を出典として、容易には動かせない堅固な意志を表す言葉「鉄心石腸」から命名されている。後に八紘隊は、明野教導飛行師団・常陸教導飛行師団・下志津教導飛行師団・鉾田教導飛行師団から合計12隊まで編成され、「丹心隊」、「勤皇隊」、「一誠隊」、「殉義隊」、「皇魂隊」、「進襲隊」と命名された。八紘隊各隊は「十神鷲十機よく十艦船を屠る」と称されたほど、その高い操縦能力と操縦する単発機の軽快な操縦性によって、「特攻で艦船の撃沈は無理」などとして特攻に反対していた特攻反対派の懸念を払拭し、確実に戦果を挙げるようになった。
一方で全く戦果を挙げることができずに苦しんでいる「万朶隊」の生き残りの佐々木には、12月5日には6回目の出撃が命じられた。この日佐々木は特攻隊「鉄心隊」（装備機「九九式襲撃機」、隊長松井浩中尉）の3機と一緒にカローカン飛行場から出撃、数時間の飛行でレイテ湾まで到達し、アメリカ軍の無数の艦影を確認し、突入していく松井機に続いて佐々木機も急降下を開始した。佐々木はやがて大型船（艦種不詳）を視認したので、同船を攻撃することとし急降下を開始した。無数の対空砲弾を掻い潜りながら、佐々木は大型船から200ｍから300ｍの高度で爆弾を投下、命中の瞬間は海面すれすれでの待避行動中で確認できなかったが、振り返ると大型船に火柱が上がっているなどの破壊は確認できなかったが、船体が傾いていたように見えたので、この大型船を撃沈したと判断し「レイテで大型船を撃沈しました」と報告している。佐々木はこの出撃で「戦死した」と第4航空軍から陸軍中央に報告されており、天皇から金鵄勲章と勲6等旭日章が授与されることが決定した。この一連の受勲によって佐々木は公式には戦死扱いとなった。
この日の大型船を撃沈したとする報告は、佐々木の特攻出撃中唯一の戦果報告となったが、この日のアメリカ軍及びアメリカ合衆国商船隊の公式記録によれば、沈没艦は中型揚陸艦「LSM-20」の1隻のみで、アメリカ軍の戦闘記録では「LSM-20」は「オスカー」こと一式戦闘機「隼」に特攻されて沈んだとされている。戦闘記録によれば、「隼」に艦尾付近に激突された「LSM-20」は戦死者8名、負傷者9名を出し、艦首を上にして艦尾から次第に沈んでおり、その沈没に至るまでの写真も撮影されている。この日には「万朶隊」と「鉄心隊」の他に、「一宇隊」（装備機一式戦闘機「隼」、隊長天野三郎少尉）3機と「石腸隊」（装備機「九九式襲撃機」、隊長高岩邦雄大尉）7機が出撃しており、「LSM-20」の撃沈は「一宇隊」の「隼」の戦果で、佐々木の爆撃によるものではない。また、「一宇隊」の「隼」は、他にも中型揚陸艦の船団を護衛していた駆逐艦「ドライトン (DD-366)」にも命中し、Mk 12 5インチ砲の砲塔を一つを叩き壊し、戦死者6名と負傷者12名を生じさせた。「一宇隊」と同時に出撃した「石腸隊」の7機も突入し中型揚陸艦「LSM-23」を撃破し戦死者8名と負傷者7名を生じさせたが、他の機は上空で護衛していた「P-38」に撃墜された。
「鉄心隊」と「万朶隊」佐々木の実際の戦果については、15時に出撃して、日没の前に敵艦隊を攻撃したという記録から類推すると、同時間のアメリカ海軍の該当する損害は、対潜水艦警戒にあたっていた駆逐艦「マグフォード (DD-389)」の損傷であり、アメリカ海軍の公式記録によれば、同艦は17時15分から「ヴァル」こと海軍の「九九式艦上爆撃機」数機の攻撃を受け、1機目は突入に失敗、2機目が艦の中央部に激突し8名の戦死者と14名の負傷者を出して大破したが、他の機は護衛の「P-38」に撃墜されたとされている。しかし、この日に出撃した海軍の「九九式艦上爆撃機」はなく、同じ固定脚で機影も似ている陸軍の「九九式襲撃機」と誤認したものと思われ、この戦果は「鉄心隊」の戦果と推定されるが、戦闘記録に佐々木の乗機である「リリー」こと「九九式双発軽爆撃機」は登場しないため、佐々木の戦果は確認できない。
その他にも海軍の「零戦」がリバティ輸送船「マーカス・デイリー 」（海軍戦死者65名　負傷者49名、乗船していた陸軍兵士200名以上死傷）を大破させ、「ジョン・エバンス」（負傷者4名）に軽微な損傷を与えている。
11月27日に「八紘隊」（一式戦闘機「隼」）が戦艦「コロラド」、軽巡洋艦「セントルイス」、軽巡洋艦「モントピリア」に突入して大きな損害を与え、駆潜艇「SC-744」を撃沈。11月29日、「靖国隊」（一式戦「隼」）が戦艦「メリーランド」、駆逐艦「ソーフリー」、駆逐艦「オーリック」に突入し、これも大きな損害を与えている。なかでも、靖国隊の一式戦「隼」が40.6cm砲（16インチ砲）の主砲塔に突入した戦艦「メリーランド」は大破炎上し、修理のために翌1945年3月まで戦列を離れている。「メリーランド」に突入した「隼」は、雲の中から現れて急降下で同艦に突入する寸前に機首を上げて急上昇をはじめ、尾翼を真下に垂直上昇してまた雲に入ると、1秒後には太陽を背にしての急降下で「メリーランド」の第2砲塔に突入した。その間、特攻機はまったく対空射撃を浴びることはなかった。その見事な操縦を見ていた「メリーランド」の水兵は、「これはもっとも気分のよい自殺である。あのパイロットは一瞬の栄光の輝きとなって消えたかったのだ」と日記に書き、その特攻機の曲芸飛行を見ていた「モントピリア」の艦長も「彼の操縦ぶりと回避運動は見上げたものであった」と感心している。
海軍の神風特別攻撃隊と「八紘隊」諸隊の特攻は大きな戦果を挙げてアメリカ海軍を苦しめていたものの、肝心のレイテ島の戦いは多号作戦によるレイテ島への増援や物資の補給が、制空権の喪失によって困難になってきており、レイテ島の日本軍将兵は戦闘と飢餓で次々と斃れ、戦況は日本軍にとって不利になっていた。マッカーサーはレイテ島の日本軍にとどめを刺すため、日本軍の揚陸拠点となっていたオルモックへの上陸作戦を決行した。12月7日に、オルモック南のイピルに80隻の船団が現れアメリカ軍部隊が上陸すると、奇襲を受けたイピルの日本軍は十分に抵抗できないまま後退した。敵上陸の報告を受けた富永は、「丹心隊」の一式戦闘機「隼」7機と「勤皇隊」の二式複座戦闘機「屠龍」2機と、陸軍対艦攻撃の専門部隊として、北海道で跳飛爆撃の猛訓練を積んできた第5飛行団の「一〇〇式重爆撃機」をオルモックに出撃させた。跳飛爆撃隊は、これまでと同様に戦果を挙げること無く2機を失ったが、特攻機の一部は突入に成功し、駆逐艦「マハン」、高速輸送艦（輸送駆逐艦）「ワード」、 中型揚陸艦「LSM-318」、リバティ船「ウィリアム S. ラッド 」、PTボート 「PT-323」の合計5隻を撃沈する大戦果を挙げたが、上陸作戦に大きな影響はなく、オルモックを失った日本軍は孤立して、やがてレイテ島の戦いの勝敗は決した。
レイテ島の攻略に目途を立てたマッカーサーは、ルソン島攻略に向けて、レイテ島近隣諸島の攻略を開始した。まずは、ミンドロ島上陸作戦が開始され、攻略部隊指揮官のアーサー・D・ストラブル少将が座乗する軽巡洋艦「ナッシュビル」を含む大船団がレイテ島を出撃した。12月13日にその船団を発見した第4航空軍は「一宇隊」（一式戦「隼」）を出撃させたが、そのうちの1機が旗艦「ナッシュビル」の艦橋に突入した。艦橋には上陸部隊の司令部要員が乗っていたが、司令官のストラブルは無事であったものの、攻略部隊の多くの指揮官や幕僚を含む325名の大量の死傷者を生じて艦は大破して戦線離脱を余儀なくされた。「ナッシュビル」は本来はマッカーサーの旗艦で、この艦を気に入っていたマッカーサーを落胆させた。「一宇隊」は12月5日の「LSM-20」撃沈と駆逐艦「ドライトン」の撃破に続いて大きな戦果を挙げたこととなった。
特攻の戦果拡大は、少なくなっていた特攻反対派を容認へと転じさせていた。特攻に反対し、苦悩のうえで岩本ら万朶隊を送り出した鉾田教導飛行師団長の今西も、次々と報じられる特攻の戦果を聞いて積極的な特攻推進派に転じており、その後も多くの特攻隊員を送り出した。1945年年頭には「戦局は最後の段階に突入せり、昭和20年は大日本が三千年の光輝ある歴史を子孫に伝ふるか、或いは日本永遠に亡びるか必ず決定する年なり」「見よ、特別攻撃の戦果を。十分なる戦闘機の援護も無く、或いは敵艦船に、或いは敵飛行場に殺到。殆ど全機目的を達成し、挙げたる戦果と損害の比較は殆ど問題にならさる懸隔ある所以は何ぞ」などとする激烈な師団長訓示を行っている。また、特攻検討最初期の強硬な反対派であった、今西の前任の鉾田陸軍飛行学校校長であった藤塚止戈夫中将も、1944年12月に第6航空軍の参謀長を拝命すると、同じく当初は特攻反対派であった第6航空軍司令官菅原道大中将を補佐して、沖縄戦では参謀長として特攻作戦を指揮していくこととなった。

### 重爆特攻隊菊水隊との出撃

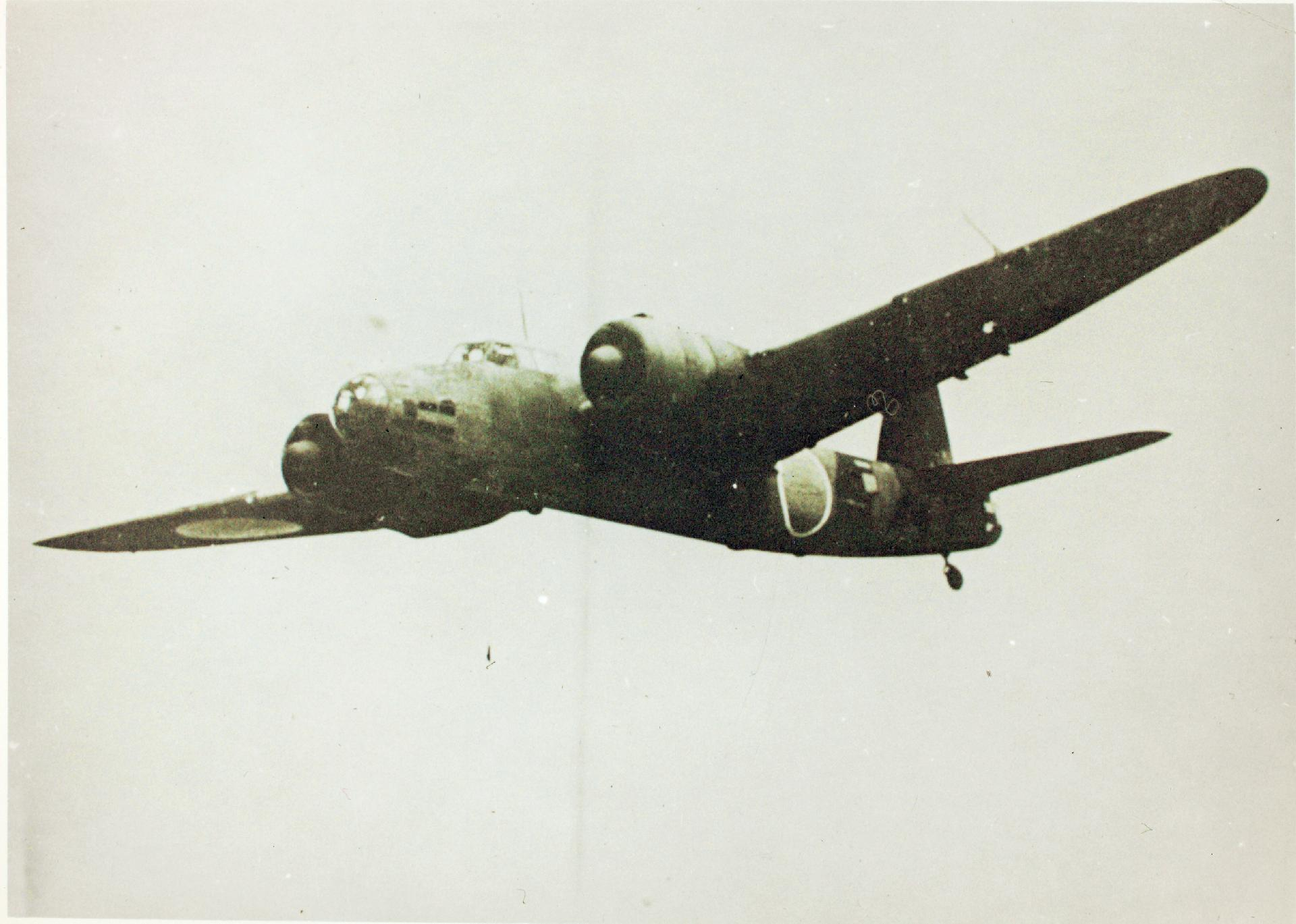
陸軍特攻隊「菊水隊」として出撃した一〇〇式重爆撃機

第4航空軍の特攻に痛撃を受けたミンドロ島攻略部隊は、特攻機をかわすため陽動作戦を行い、ミンドロ島に直接向かうのではなくパラワン島に針路を向けた。富永はこの陽動作戦にひっかかり、アメリカ軍の目標はパラワン島もしくはネグロス島と誤認し、慌てて第5飛行団の一〇〇式重爆撃機での全力特攻を命じた。第5飛行団の100式重爆撃機は陸軍対艦攻撃の専門部隊として、北海道で跳飛爆撃の猛訓練を積んで意気揚々とフィリピンにはせ参じていたが、他の跳飛爆撃部隊と同様に戦果を挙げること無く損失だけが増えて、当初56機あった一〇〇式重爆撃機が12月13日には9機にまで減っていた。つい先日の12月9日にも、レイテ島のオルモック湾に来襲した連合軍上陸艦隊を7機で攻撃して、戦果もないまま2機を損失したばかりであった。今までの戦績も踏まえて、参謀長の隈部正美少将が鈍重な重爆を特攻に出しても敵戦闘機の餌食になるだけだと反対意見を述べたが、富永は併せて60機の戦闘機を護衛に付けることを命じて作戦は強行された。富永の命令を受けた第5飛行団団長小川小二郎少将は、今までの戦歴により重爆による艦船攻撃は非常に困難であったと痛感させられており、重爆の特性を理解しない航空用法に反発したが、しかし、どうせ全滅する飛行団であれば、特攻で潔く散るのも一案と思い直して、指揮下の飛行第95戦隊と飛行第74戦隊に全力出撃を命じた。
小川は出撃する重爆隊指揮官丸山義正大尉を呼ぶと、同じ重爆撃機の特攻隊であった「富嶽隊」の攻撃失敗を例に出して「徒らに死に急ぎせず、慎重に機会を待て、戦闘機に出会ったら直ちに退避せよ」「乗員をできるだけ少なく」と指示し、丸山は「必ずご期待にそうようやります」と答えたが、重爆隊隊員の士気は極めて高く、また敵戦闘機との交戦も予期していたため、丸山は小川の指示をまもることはなく、8名の定員を1名減の7名に減らしたに止めた。小川の指示にもかかわらず、丸山以下隊員らは初めから生還は考えておらず、全員遺品を整理し下着を取り替え、縛帯（救命胴衣）を脱ぎ捨てて決死の覚悟を固めると、死を覚悟しながらも冷静に作戦を検討し「一番大きな敵船を攻撃しよう。まず私が爆撃をしかけるので、前方射手は機銃を全弾撃ち込んでくれ。爆撃後、敵船を飛び越して海面スレスレを飛ぶから、今度は後部射手が機銃を全弾、撃ち込んでほしい。それでも敵船が沈まなかったら、反転して突っ込むから覚悟してもらいたい」と決めている。
重爆撃機特攻隊は「菊水隊」と命名された。「万朶隊」佐々木の戦後の回想によれば、このとき佐々木はたった1機で「菊水隊」に同行を命じられたとしており、このことは小川から丸山ら「菊水隊」の特攻隊員にも伝えられたという。実際に丸山から出撃命令を受けた飛行第95戦隊の中村真によれば、丸山からは「それぞれ確実な方法で敵を撃沈せよ」という訓示があり、戦闘機60機と「万朶隊」の残りも合流するという話もあっている。
12月14日午前6時45分に飛行第95戦隊の7機の一〇〇式重爆撃機でクラーク・フィールド飛行場を離陸、その後にデルカメルン飛行場から出撃した飛行第74戦隊の2機と合流し、護衛戦闘機及び「万朶隊」の残りと合流するためマニラに向かいしばらく旋回していた。計画であれば午前7時に60機の護衛戦闘機が合流するはずであったが、同時刻になっても戦闘機の姿は見えずまた「万朶隊」機も来なかったため、指揮官の丸山は「菊水隊」単独での進撃を命じた。小川は出撃前に確実に護衛戦闘機と同行するようにと念を押していたのに、「菊水隊」が単独で進撃したという知らせを聞いて沈痛な思いになったという。丸山は普段から編隊飛行にやかましく、編隊での対空戦闘を緻密にシミュレーションするような勇壮というよりは慎重な指揮官であったが、なぜ小川の指示を守らず重爆による単独進撃を決断したかは不明である。中野和彦少佐が率いる飛行第13戦隊の隼13機が護衛についたとも言われているが、隊員の中村によれば見えたのは3機の隼と偵察機1機のみで、やがてその護衛機も雲に隔てられて分離してしまい、「菊水隊」は護衛戦闘機がいない状況での進撃を余儀なくされた。佐々木の回想によれば、「菊水隊」は佐々木機と合流するためにカローカン飛行場に到達するとしばらく旋回していたが、佐々木機は離陸に失敗して滑走路外に機体が飛び出してしまい、佐々木はそのまま出撃すること無く飛行場上空で旋回している「菊水隊」に手を振って見送った。佐々木は戦闘機の護衛を知らされておらず｢菊水隊｣と一緒では危なかったと考えていたので、離陸に失敗してよかったと胸をなで下したという。
「菊水隊」はミンドロ島に達する前のパナイ湾上空で、アメリカ軍戦闘機「P-47」に補足されて、戦闘隊形をとって必死に応戦したが次々と撃墜されて、｢敵戦闘機に襲わる！｣との悲痛な打電を最後に全滅した。第4航空軍は「菊水隊」を含むこの日の特攻機に60機の護衛機をつける計画であったが、飛行第13戦隊の隼13機となってしまったことや、飛行第13戦隊は護衛任務で3機の隼を失いながらも、肝心の菊水隊からは認識されていなかったなど、護衛機としての用をなしておらず、現場の部隊の連携の稚拙さも攻撃失敗の原因となった。「菊水隊」の全滅は、とりあえず特攻隊として出撃させればそれで事足りるとする当時の日本軍上層部の姿勢を如実に表した事象として批判されることも多く、団長の小川は、熟練の重爆搭乗員と多数の一〇〇式重爆撃機を擁してフィリピンに進出しながら、ほとんど戦果を挙げることもなく壊滅したことを「川の中州の一軒家で洪水に会い、押し流されてるような」と振り返っている。
この頃になると、何度も出撃しながら帰還を繰り替えす佐々木は有名人となっており、なかには喝采を送る者もいたとされるが、飛行第75戦隊の戦隊長の土井勤少佐は、佐々木が帰還を繰り返しているという噂を耳にしたときに、死を賭して戦っている自分らに対して、佐々木のように自ら進んで死ぬという覚悟ができていない人間に、無理に死ねと言うことは非常に困難であると感じたなどと冷めた見方をしている。

### 万朶隊全滅

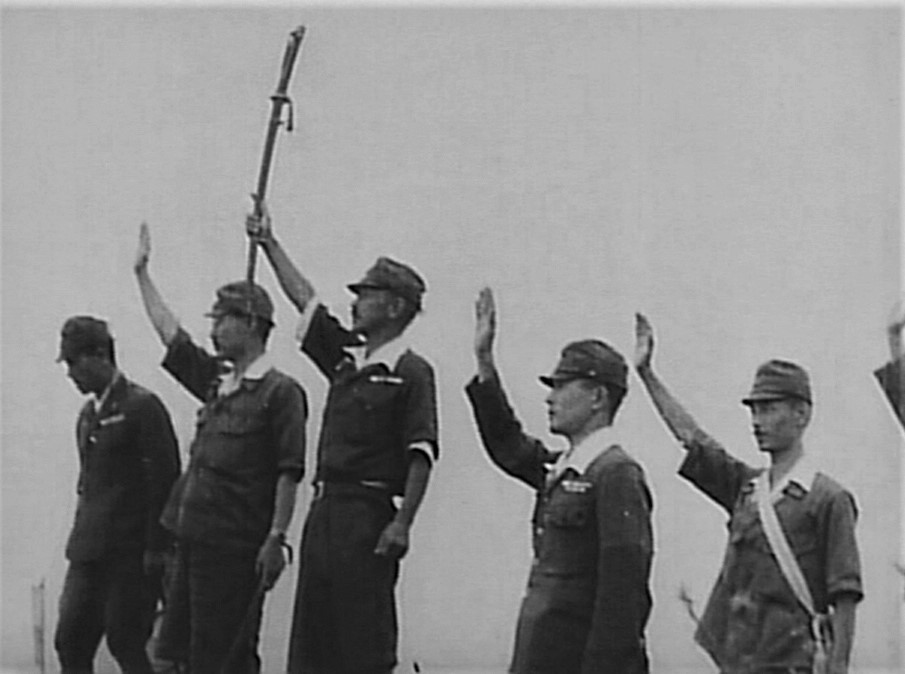
特攻機を見送る第4航空軍司令部幕僚。軍刀を振りかざしているのが司令官の富永恭次中将

12月18日に佐々木は最後となる9回目の出撃命令が下された。佐々木が出撃するカローカン飛行場には司令官の富永が見送りに訪れているが、日ごろの粗食と、特攻隊を見送る精神的負担とデング熱による高熱で、心身ともに消耗しきったやつれた顔であった。それでも富永は出撃する作戦機の見送りに非常なる熱意を示して、何よりも優先していた。戦後になって、特攻隊の見送りはマスコミの取材向けであり、そのアピールのためにマスコミを毎回呼びつけていたなどと指摘する者もいるが、富永は特攻隊の出撃以外でも、例えばレイテ島の飛行場を攻撃していた第16飛行団に、激しい爆撃のなかでも予告もなく出撃の見送りに駆けつけ「この攻撃の成果は軍の勝敗に関する。しっかり頼むぞ」と搭乗員ひとりひとりと握手して激励したり、搭乗員たちと一緒に麦飯に現地で採れた不味い川魚の焼き物といった不味い昼食を食べながら、「なにか要求があったら、私に言え、できるだけのことはしてやるぞ」などと談笑して親交を深めるなど、出撃の見送りは特攻隊に限ったものでもなければ、毎回マスコミを呼びつけていたということもなく、その指摘は完全な事実誤認である。
この日も富永は高熱を発して体調不良であったが、それにも構わず見送りにきており、従軍記者に対して「新聞記者諸君、佐々木は幽霊じゃからのう。そのつもりで話を聞いてくれ」などと笑顔で軽口をたたいていたが、富永に対しては悪感情を抱いていなかった佐々木はその軽口を富永の好意と受け取った。この日は「鉄心隊」の残存1機（長尾熊夫曹長）との出撃となったが、長尾機は、操縦を誤って第4航空軍司令部の列に突っ込んだ。富永らはあやうく難を逃れたが、その様子を見ていた若い搭乗員らは｢あの爆弾で参謀を消し飛ばせばよかった｣と報道班員の同盟通信社記者に口々に呟いていたという。記者たちはこれまでも、特攻隊員と酒を呑んだときに「参謀も部隊長も信用出来ぬ、ただ（富永）司令官だけは俺たちの気持をわかつてくれると思ふ」という話を聞いており、富永に対する信頼の厚さと参謀や指揮官に対する不信感を実感していた。
やがて、佐々木の出撃時間となり、離陸する佐々木を富永は軍刀を振りかざしながら「佐々木、がんばれ。佐々木、がんばれ。」と激励した。今まで富永に温情のある扱いを受けていると考えていた佐々木は、わざわざ軍司令官が自分を激励してくれていると素直に感激してキャノピーを開けると富永に向けて敬礼している。佐々木は最後まで富永に対しては悪意を持っておらず、2015年の鴻上尚史の取材に対して「（富永に対して悪い印象は）ないんですよ。握手している」と答えている。結局、佐々木の最後の出撃となったこの日は、機体のエンジン不調によりカローカン飛行場に引き返したが、そのあとに高熱を出して寝込むこととなった。佐々木は引き返したが、「鉄心隊」の長尾機はミンドロ島まで飛行し、上陸作戦支援中のPTボート隊に突入して「PT-300」を撃沈した。
この頃、佐々木はマニラに設けられた特攻隊員が寝起きする「航空寮」と名付けられた兵舎で生活していたが、そこに飛行第75戦隊から特攻隊員に志願した「若桜隊」の池田伍長らが入ってきた。第75戦隊はこれまで、各地の戦場で通常戦術で多大な戦果を挙げてきており、特攻に志願したとは言え池田らの心境は複雑で、隊員同士で毎日死生観について語り合っていたという。池田は佐々木の、数度特攻に出撃しながら通常攻撃で戦果も挙げて帰還しているという噂を聞くと、毎日佐々木の部屋に通って佐々木と話し込むようになったが、佐々木は「死んで神様になっているのに、何で死に急ぐことがあるか、生きられれば、それだけ国のためだよ、また出撃するさ」とたんたんと話していたという。
フィリピン到着時に不時着して重傷を負っていた鵜沢邦夫軍曹もようやく「万朶隊」に復帰し、12月20日には、「若桜隊」と「万朶隊」の佐々木と鵜沢に出撃が命じられたが、佐々木は高熱が下がっておらず、出撃できる体調ではなかった。その様子を見たある将校が「貴様仮病だろう」と佐々木に言い放ち、それを聞いた佐々木が「軍神は生かしておけないものなぁ」と寂しそうに笑っているのを池田は目にしたが、そのことによって池田は特攻の重圧から解き放たれて「命のある限り戦おう」と心に誓ったという。結局、この日は佐々木と池田は出撃することなく、鵜沢が「万朶隊」最後の1機として「若桜隊」の余村五郎伍長といっしょに「九九式双発軽爆撃機」で出撃した。しかしわずか2機の出撃であったので、この日アメリカ軍に損害はなく、鵜沢も未帰還となり、この出撃で陸軍の期待を背負って編成された「万朶隊」は戦果を挙げることもなく事実上全滅した。
「若桜隊」の池田は12月21日に3機編隊を組んで出撃、レイテ湾で中型の軍艦を目指して急降下したが、ここで心が動揺して、そのまま突っ込まずに普段訓練してきたときのように約500ｍの高度で爆弾を投下し、機首を引き上げるとそのまま戦場を退避して帰還している。後日の戦隊長の土井からの事情聴取に「思わず訓練の時のように爆弾投下のボタンを押してしまった」と釈明したのち、池田の身柄は第4航空軍司令部に預けられたが、富永は池田に再出撃を命じることはなく、池田は無事に終戦を迎えている。
同じ12月21日には、一式戦闘機「隼」で編成された「殉義隊」が、ミンドロ島への物資の輸送任務を終えてレイテ島に帰還途中の輸送艦隊を捕捉した。「殉義隊」の「隼」1機は、戦車揚陸艦「LST-460」上空で旋回したのち、45度の角度で急降下すると、あたかも甲板上にいた艦長のJ・B・マックドレン大尉を真っすぐ目指してくるような針路で突入した。マックドレンが慌てて伏せると、「隼」はその上を通り過ぎて艦橋に命中した。命中する直前に「隼」を操縦していた特攻隊員が機体から投げ出されて、遺体の一部が艦上に落下してきたという。爆弾の爆発で火災が生じて、火だるまとなったアメリカ兵が泣き叫ぶといった地獄絵図になったが、まもなく艦は沈んでいったので、多くのアメリカ兵が海上に投げ出された。「LST-749」には2機の「隼」が突入、その躊躇ない突進に乗艦していたアメリカ軍士官は「特攻機は真っすぐ突っ込んできた。その態度には、ためらいなどの気配は全然見られなかった。そのパイロットはただ真っすぐに突進してきた」と驚愕している。「LST-749」も沈没し、2艦で100名以上のアメリカ兵が戦死し、多数の負傷者が出た。
第4航空軍司令官富永には、日本本土で編成されてフィリピンに進出してくる特攻隊に名前を付けて、戦機を見計らって出撃させる権限しかなかったが、敢えてその権限を逸脱したこともあった。12月27日にフィリピンに進出してきた「進襲隊」（装備機「九九式襲撃機」、隊長久木元延秀少尉）は、熊谷飛行学校と宇都宮飛行学校の教官と助教官ばかりを集めた精鋭部隊であり、第4航空軍の期待も大きかったため、富永は特攻出撃前に飛行場攻撃の通常任務を命じている。「進襲隊」は期待に応えて、爆撃によってミンドロ島のヒル飛行場の容量1,000バレルのガソリンタンクの爆破にも成功しており、大量の各種燃料の損失はこの後の連合軍の進攻計画を大きく狂わせたが、特に大量の航空燃料の損失が、航空作戦に大きな影響を及ぼし、マッカーサーを嘆かせている。
通常攻撃で大戦果を挙げた「進襲隊」は12月30日に特攻出撃したが、富永は「菊水隊」での失敗の反省を活かして、出撃を迎撃戦闘機を避けるために日暮れとした。「進襲隊」の「九九式襲撃機」は、指揮官の久木元機以下わずか5機での出撃であったが、その高い操縦技術を遺憾なく発揮して、巧みな攻撃でわずか4分間という間に4隻のアメリカ軍艦船に次々と突入した。また、突入する際も訓練通り、艦艇の重要部分に突入しており、駆逐艦「ガンズヴォート」には艦の中央部分に命中し、船体にかつて応急修理要員が経験したことのないレベルの重篤な損傷を被り、適切なダメージコントロールで沈没を逃れるのがやっとであった。水雷母艦「オレステス（魚雷艇補給艦） 」にも中央部分に突入し、艦は大破炎上して航行不能となり大量の死傷者を出し、どうにか沈没を逃れると、他の艦に曳航されてアメリカ本土に帰還し、以後終戦まで戦線に復帰することはできなかった。また、航空燃料40,000バレル、ディーゼル油23,000バレルを満載したタンカー「ポーキュパイン（艦隊給油艦）」に対しては、少しでも特攻の効果を上げるため、まずは上甲板に爆弾を投下したあと、そのまま機体ごと突入した。爆弾の爆発で喫水線に大穴を開けると、特攻機の航空燃料により発生した火災が「ポーキュパイン」の積載燃料に引火し、あまりの猛烈な火災となって消火することが困難となったので、「ポーキュパイン」は大量の燃料を積載したまま処分された。駆逐艦「プリングル」にも大きな損害を与えて修理のために戦線離脱させたが、「プリングル」はこのあとの沖縄戦で特攻によって沈没している。この4隻合計でアメリカ軍に243名もの大量の死傷者を被らせたが、出撃5機のうち4機命中という高い有効率であって、「進襲隊」は期待に違わぬ大戦果を挙げた。
ミンドロ島で、特攻機に多大な損害を被った司令官のストラブルは「自殺機がひとたび突撃を開始したら、猛烈かつ正確な射撃以外は、何ものもこれを阻止することはできない。こうした種類の航空攻撃と戦うためには、緊密な相互支援が必要である」と報告している。

### 連合軍ルソン島進攻

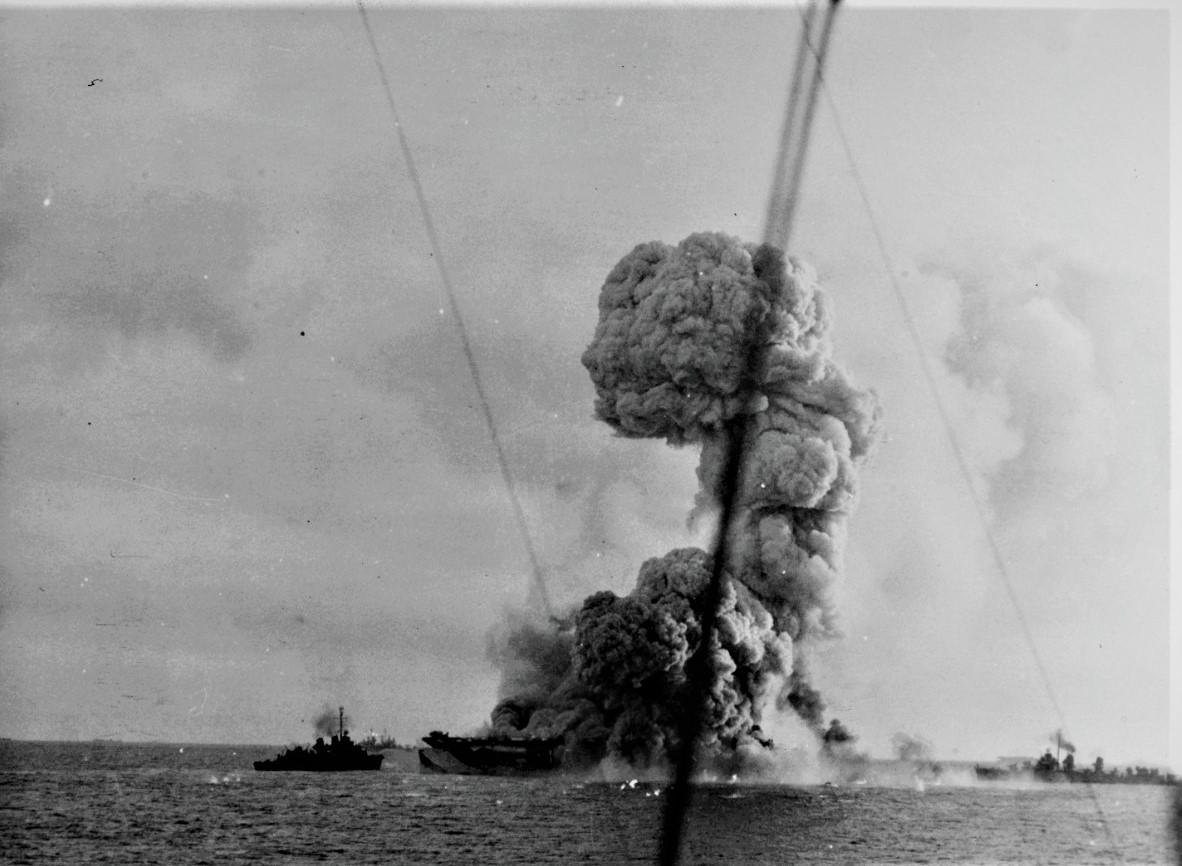
陸軍特別攻撃隊一誠隊もしくは進襲隊の突入で撃沈された護衛空母オマニー・ベイ

レイテ島とミンドロ島を攻略したマッカーサーは、念願のルソン島奪還作戦を開始した。旗艦の｢ナッシュビル｣は特攻で破壊されたため、軽巡洋艦「ボイシ」に乗り換えたマッカーサーは、1945年1月4日に800隻の上陸艦隊と支援艦隊を率い、1941年に本間雅晴中将が上陸してきたリンガエン湾を目指して進撃を開始したが、そのマッカーサーの艦隊に立ちはだかったのが特攻機であった。まずは1月4日、護衛空母「オマニー・ベイ」に「一誠隊」（一式戦「隼」）が突入した。特攻機は「オマニー・ベイ」に発見されることなく1,200ｍ以内の位置まで達すると急降下を開始、まったく対空砲火を受けることも無くそのまま飛行甲板の右舷側側に激突した。火のついた航空燃料が飛行甲板上に並べられた艦載機に降り注いで大火災を発生させ、機体と搭載爆弾は飛行甲板を貫通して格納庫で爆発した。その後に「総員戦闘配置につけ」のブザーが鳴ったが既に手遅れで、艦載機と弾薬が次々と誘爆をおこし、特攻機が突入したわずか23分後には戦死者93名を残して「総員退艦」が命じられた。
たった1機で護衛空母1隻を葬った殊勲の特攻機は、護衛戦闘機の戦果確認報告によると1番機であったとのことで、「一誠隊」隊長津留洋中尉の戦果であった。津留は1回目の出撃で不時着して生還しており、それから毎日戦闘指揮所にやってきては、所属する第30戦闘飛行集団の副官金川守雄中尉に「いい目標が出たら、いつでも出ますよ」と出撃を嘆願しに来た。金川は「よう来たな」とそのたびに津留をもてなし、ビールを飲みながら一緒に会食したが、津留は「うまい」と言いながら実によく食べたという。出撃日も「きょうは、やりますよ」と怯むことなく出撃したので、津留の殊勲の報告を受けた金川は「とうとう彼もやりおった」と目頭が熱くなるのを覚えて、津留の覚悟を知っていた団長の青木武三少将も喜んでいたという。「オマニー・ベイ」は陸軍が沈めた唯一の空母で、通常攻撃も含めて陸軍航空隊最大の戦果となった
特攻で損害を被りながらも、1月6日にはマッカーサーが自ら率いるルソン島攻略部隊の連合軍大艦隊がリンガエン湾に出現、陸海軍の特攻隊は死力を尽くして迎撃した。特攻によるこの日の戦果は、駆逐艦1隻撃沈、戦艦4隻、巡洋艦5隻、駆逐艦5隻撃破と、フィリピンで特攻開始してからの最大の戦果となった。なかでも重巡洋艦「ルイビル」に突入した｢石腸隊」あるいは｢進襲隊」の「九九式襲撃機」は、機体や爆弾でルイビルに甚大な損害を与えるとともに、火がついた航空燃料をまき散らして、それを全身に浴びたスリガオ海峡戦で第2戦艦部隊を指揮したセオドラ・チャンドラー少将が重篤な火傷を負って戦死した。チャンドラーは真珠湾攻撃でのアイザック・C・キッド少将、第三次ソロモン海戦でのダニエル・J・キャラハン少将とノーマン・スコット少将、マキンの戦いでのヘンリー・M・ムリニクス少将と並んで、第二次世界大戦中に戦死したアメリカ海軍最高階級の将官となった。他にも戦艦「ミシシッピ」に一誠隊（一式戦「隼」）、軽巡洋艦「コロンビア」に｢鉄心隊」あるいは｢石腸隊」の「九九式襲撃機」がそれぞれ突入し大きな損害を与えた。日本軍は陸海軍ともに、熟練した教官級から未熟の練習生に至るまでの搭乗員が、稼働状態にある航空機のほぼ全機に乗り込んで、リンガエン湾の連合軍艦隊に襲いかかった。大規模な特攻を予想していた連合軍は、全空母の艦載機や、レイテ島、ミンドロ島に進出した陸軍機も全て投入して、入念にルソン島内から台湾に至るまでの日本軍飛行場を爆撃し、上陸時には大量の戦闘機で日本軍飛行場上空を制圧したが、日本軍は特攻機を林の中などに隠し、夜間に修理した狭い滑走路や、ときには遊歩道からも特攻機を出撃させた。そのため圧倒的に制空権を確保していた連合軍であったが、特攻機が上陸艦隊に殺到するのを抑止することができなかった。
連合軍指揮官たちはこの日の特攻による大損害に怯み、最高司令官のマッカーサーは、ルソン島上陸作戦を観戦するため戦艦「ニューメキシコ」に乗艦していたイギリス軍ハーバード・ラムズデン中将が海軍機の特攻で戦死したことで大きな衝撃を受けている。また特攻で大破した「ナッシュビル」から乗り換えた旗艦軽巡洋艦「ボイシ」も、再三特攻機に攻撃されたがかろうじて被害はなく、ボイシ艦上で特攻機との戦闘を見つめていたマッカーサーは「奴らは我々の軍艦を狙っているが、ほとんどの軍艦は一撃をくらっても、あるいは何発もの攻撃を受けても耐えうるだろう。しかし、もし奴らが我々の兵員輸送船をこれほど猛烈に攻撃してきたら、我々は引き返すしかないだろう」と特攻は上陸作戦の成否を左右させかねないと懸念を示している。
また、スリガオ海峡戦で日本軍の西村祥治中将ひきいる日本軍艦隊を撃破した第77.2任務群指揮官ジェシー・B・オルデンドルフ少将は「日本軍の特攻機は大した妨害も受けずに攻撃を実施することが可能のように見受けられる」「リンガエン地区付近の大小全ての飛行場に対して、連続的に爆撃を加え、無力化して状態をつづけさせるようにしなければならない」「これ以上さらに損害を受けると、現在の作戦及び今後の重要な作戦に、重大かつ不利な影響を与えるかも知れない」「特攻機が輸送艦を攻撃した場合、その結果は悲惨なものになるかもしれない」という切実な戦況報告を行ったが、日本軍は陸海軍ともにこの攻撃でほぼ航空機を使い果たしてしまい、こののちは散発的な攻撃しかできなかった。陸軍のフィリピンにおける最後の特攻出撃となったのが1月13日となり、この日、｢精華隊」の2機の四式戦「疾風｣が出撃、うち1機が護衛空母｢サラマウア｣に命中、機体と爆弾は次々と甲板を貫通し最下甲板まで達し、搭載爆弾は機関室で爆発。そのため、サラマウアは操舵、航行不能となり、発生した火災で格納庫も炎上し、95名の死傷者を出すなど甚大な損傷を被ったが沈没は逃れた。最後まで特攻で大損害を被ったアメリカ軍のなかでは、日本軍がフィリピンにあと100機の特攻機を保有していたら、連合軍の進攻を何ヶ月か遅らせることができたという評価もある。
これら八紘隊各隊による戦果は、陸軍航空隊による特攻が開始される前のレイテ島の戦いでの第4航空軍の航空通常作戦において、1944年10月24日の飛行第3戦隊の跳飛爆撃隊22機の全滅を始めとして、1944年10月20日から26日までの通常作戦機の損失が、未帰還116機、大破17機、中破11機で合計144機と甚大であったのに対して、戦果が殆ど無かったのとは対照的であった。なお、その数少ない戦果のなかで、第4航空軍による確実な戦果はオーストラリア海軍重巡洋艦「オーストラリア」の撃破であるが、これは第4航空軍隷下の第6飛行団の九九式襲撃機が体当たりをして挙げた戦果であり、「オーストラリア」はこの体当たりでエミール・デシャニュー艦長とジョン・レイメント副官を含む30名が戦死するなど大きな損害を受け、海軍の神風特別攻撃隊の敷島隊や陸軍初の特別攻撃隊万朶隊・富岳隊出撃前の特攻による戦果となっている。

### 第4航空軍司令部の台湾への無断撤退

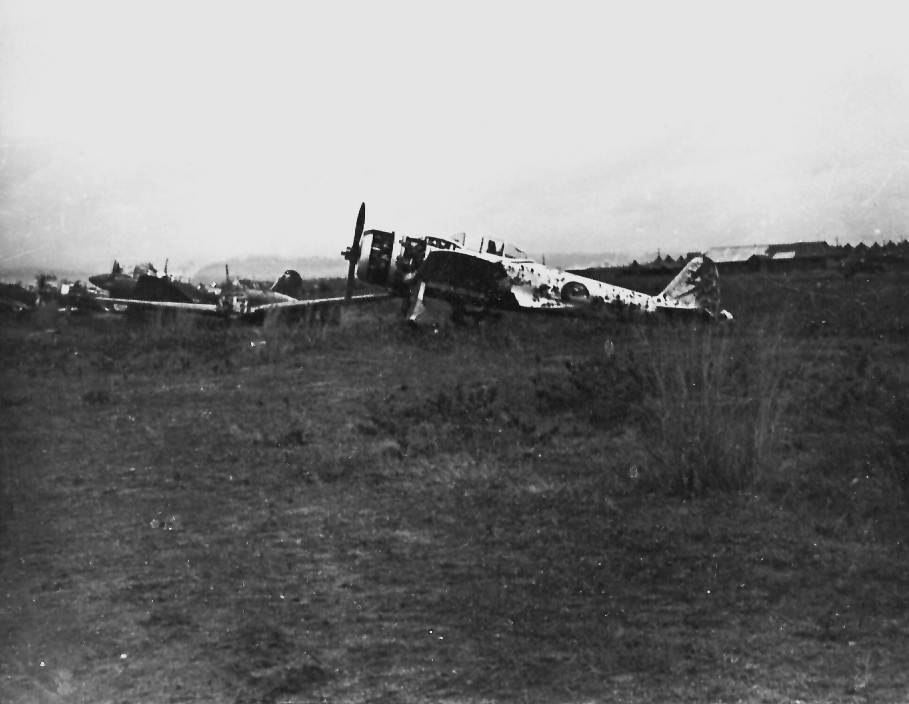
第4航空軍が撤退したのち、クラーク飛行場に放置された一式戦

リンガエン湾に連合軍大艦隊が襲来する前、ルソン島の防衛計画を検討していた第14方面軍司令官の山下奉文大将は、マニラは多くの民間人が居住しており、防衛戦には適さないと判断し、オープン・シティとするために、第4航空軍に撤退を要請した。しかし、富永は、毎日特攻隊を見送ってきた悲壮な記憶が遺るマニラを見捨てて山に籠れという山下の命令に強く反発し、作戦当初からマニラを墓場にすると決めており、「レイテで決戦をやるというから特攻隊を出した。決戦というからには、国家の興亡がかかっているから体当りをやらせた。それなのに今度はルソンで持久戦をやるという。これでは今まで何のために特攻隊を犠牲にしたのかわからなくなる。富永が部下に顔向け出来んことになる。富永はマニラを動かんぞ。マニラで死んで、特攻隊にお詫びするんだ」と主張してマニラ放棄を拒否した。富永のほかに、マニラ駐留の第31特別根拠地隊（司令官：岩淵三次海軍少将）やレイテ沖海戦などでの沈没艦の生存者で編成された海軍陸戦隊「マニラ海軍防衛隊」（マ海防）も「いったい海軍が山に入ってどうするのだ」「陸に上がった河童みたいなものだ」「玉砕覚悟で一戦すべきだ、マレーの虎がマレーの猫になったぞ」と口々に山下を批判してマニラ放棄を拒否した。富永らが山下の命令をきかなかったのは、レイテ作戦当初は第4航空軍も海軍陸戦隊も独立していたが、レイテ作戦の末期になって急遽第14方面軍山下の指揮下に編入されることとなり、その指揮系統の構築や連携が不十分で、感情的なしこりがあったことも原因であった。
この頃に第4航空軍を取材していた読売新聞の報道班員鈴木英次によれば、ネグロス島で指揮していたときとは異なり、マニラに入ってからの富永は明らかに正常ではなくなっていたという。富永は、特攻隊を連日見送り続けた精神的な負担と、デング熱の高熱の症状もあって寝込むことが多くなり従軍看護婦の介助を必要としたが、心身衰弱が限界に達していたことから感情的になることも多く、参謀らにあたりちらすようになっていた。鈴木は富永が心身ともにおかしくなったのは、反東條派であった山下の指揮下に編入されたことも原因であったと推察している。山下は、陸軍幼年学校からの同期で個人的にも親しかった第14方面軍参謀長武藤章を説得に差し向けたが、富永は武藤に｢航空隊が山に入ってなにをするのだ? ｣と反論し、武藤も富永に賛同して｢燃料も航空機もない山中に航空司令部が固着しても意味はない。司令部に来て山下閣下と相談し、台湾に下がって作戦の自由を得た方がよい｣と第4航空軍を台湾に移動させて戦力の再編成を勧めるような提案をしている。富永の症状は重くなる一方であり、心身の消耗を理由に大本営や南方軍に対して司令官の辞任を2度も申請していたが、決戦の最中に司令官を交代することはできないとして拒否されている。
年も明けた1945年1月4日に武藤が再度説得に訪れたときには、富永は寝込んでおり、武藤の訪問を大変喜び涙ぐみながら手を握ってきた。武藤はそんな富永の様子を見て、多くの特攻隊員を見送ってきたので、精神的にも肉体的にも疲労困憊して限界に達していると考えた。武藤は第14方面軍の司令部はバギオに転移するので、富永も体調が許す限り速やかに北方に移動するように勧めると、前回の面談時にはマニラ撤退を強硬に拒否していた富永が、心身ともに衰弱しきっていたこともあって素直に武藤の勧めを聞いていたという。そして翌1月5日に偵察機から、22隻の空母に護衛された600隻の大船団が100kmに渡って北上中という報告を聞いた富永は、連合軍がルソン島リンガエン湾上陸を意図しているのは明らかであると判断、第30戦闘飛行集団などの残存兵力で全力を挙げての特攻を命じ、武藤の再三に渡った説得を受け入れて、｢山下大将の名誉を傷つけぬ｣と述べて、1月7日にエチアゲへの撤退を決めた。富永がマニラ放棄を決めたのは、武藤の説得のほかにも、想定以上に陣地の構築が進んでいなかったことや、心身的に限界に達しつつあったこと、第3船舶輸送司令官稲田正純中将からも、台湾に撤退して体勢を立て直せという提案があったことも大きな要因となった。
エチアゲへの撤退後、心身ともに衰弱している富永を見かねた参謀長の隈部正美少将は、富永を退避させることを名目に、第4航空軍司令部を台湾に撤退させることを計画し他の参謀と協議した。この計画は第4航空軍を台湾に撤退させた後に、戦力を補充してフィリピンを支援するという計画であったが、隈部は富永を台湾に逃がすための口実として「隷下部隊視察」との名目で台湾行きを大本営に申請した。やがて陸軍参謀総長からの台湾視察承認の電文が届いたので、隈部は富永に「第4航空軍は台湾軍司令官に隷属し、揚子江河口付近から台湾を経て比島に渡る航空作戦を指揮することとなった。ついては軍司令官は病気療養もあり、台湾軍司令官との作戦連絡もあるので、至急台湾に飛行していただきたい」という至急電が届いたと虚偽の報告をして、それを鵜吞みにした富永に撤退を同意させている。
富永は戦後になって、｢軍司令官は結局、参謀長の意見どおりに行動したのであるが、これは参謀長の所見に屈従したのではない。当時の精神衰弱の状態において、ひとり幾度が熟考した上で決行したものである。｣と隈部らの虚偽報告はあったが、台湾への撤退は自らの判断で行ったと述べている。これは、富永自身も精神的に衰弱してくると、マニラで特攻隊員の後を追うという決心が揺らぎ、1944年9月21日付｢大陸指第2170号｣において｢第4航空軍は南部台湾を作戦に使用して良い｣との命令を利用して、台湾への一時撤退を考えるようになっていたからであった。富永には台湾への撤退の理由として、戦力の立て直しと、第4航空軍の参謀や将兵たちを無駄に死なせてはいけないという思いもあったと述べている。
その後、隈部ら参謀は台湾後退の準備を進めたが、第4航空軍の台湾利用については直属の第14方面軍や南方軍に相談はしていたが、司令部後退までの承認までとることはせず、大本営には相談すらしなかった。そして、1月16日に富永は隈部らが準備した「九九式軍偵察機」2機に副官だけを乗せて、「隼」4機を護衛につけて台湾に向けて出発した。富永は無事に台湾に到着すると、護衛機の4名の戦闘機搭乗員を呼び寄せて、涙を流しながらひとりひとりと固い握手をかわして護衛の労をねぎらったが、その１人であった小長野昭教曹長は、かつて見た勇将の富永が、敗軍の将となってやつれてしまった姿を見て、いたたまれなくなって思わず顔を背けてしまったという。残された参謀たちも順次台湾に撤退し、1月18日には隈部が「各部隊は現地において自戦自活すべし」との命令を出し、夕方になってからエチアゲ南飛行場を出発し、台湾の屏東飛行場に脱出、19日からは第4航空軍の幹部も脱出を開始した。
台湾に撤退した富永は、台湾を管轄する第10方面軍司令部に出頭して、司令官安藤利吉大将に｢第4航空軍は第10方面軍の指揮下に入って作戦する｣旨の申告を行ったが、、安藤は憔悴しきった富永の姿を見て驚くと共に、当惑した表情で｢大本営からそのような電報はきていませんが｣と答えた。ここで富永は初めて隈部が報告した｢第4航空軍司令部の台湾後退許可｣は虚偽であったと認識し、これで富永は無断で任務を捨てて、敵前から逃亡したこととなった。富永は上部組織への弁解に追われることとなり、南方軍総司令官寺内寿一元帥には参謀長の隈部、第14方面軍司令官山下へは参謀の佐藤を向かわせたが、いずれも将兵を置き去りにし敵前逃亡に等しい無断撤退をした富永ら第4航空軍司令部に対して「部下を見捨てて」と激怒した。しかし、今更第4航空軍司令部をフィリピンに戻しても意義が少ないため、これを追認し、正式に軍の後退を許可した。
富永ら第4航空軍司令部はそのまま台湾に留め置かれたが、2月13日に大本営によって第4航空軍の解体が発令された。富永については上部組織の追認があったことから、軍規違反にはあたらないとして処分は待命にとどまり、その後予備役になった。この処分は厳正を欠くという批判も多かったが、富永の病状は正常な判断能力がない水準にあるという、人事当局の判断から決定された処分であった。

### その後の佐々木友次伍長
「万朶隊」の佐々木は、一説によれば合計9回の出撃命令を受けて7回出撃（うち敵艦を攻撃したのは2回）、もしくは3回の出撃を行い、いずれも生還したが、12月18日の最後の出撃が失敗に終わったのちマラリアを発症し、この後二度と出撃することはなかった。一方、海軍航空隊では、フィリピンの戦いと沖縄戦で佐々木を上回る15回の特攻出撃を行った神風特別攻撃隊「白虎隊」鈴木善一上等飛行兵曹がいた。鈴木はフィリピンで特攻出撃を何度も繰り返したのち、台湾に移動し、台湾からも沖縄に何度も出撃し、16回目の出撃は終戦直前の1945年8月14日に命じられたが、出撃直前に中止となって無事に終戦を迎えている。
司令部が台湾に撤退した後、搭乗員や整備兵といった航空要員も、育成が困難な特殊技術者でもあるため、優先的に台湾に撤退させることとなった。この撤退のために陸海軍の協力体制が構築され、輸送機、練習機、爆撃機など人員を多く乗せることができる機体がルソン島北部トゥゲガラオ飛行場と台湾を往復してピストン輸送を行った。しかし制空権は連合軍に握られており、航空機では一度に輸送できる人数が限られていることから、富永は、同じくフィリピンに退避していた、海軍の第一航空戦隊司令官の大西瀧治郎中将に頼み込んで、3隻の駆逐艦が救援のためにフィリピンに向かわせたが、航行中に「梅」が空襲により撃沈され、残り2隻も引き返した。やむなく海軍は潜水艦を出すこととし、8隻の呂号潜水艦を準備したが、作戦を察知したアメリカ軍の潜水艦バットフィッシュに待ち伏せされ、呂112と呂113が撃沈されて、ルソン島に到着し航空要員の救出に成功したのは呂46のみであった。しかし、航空機のピストン輸送と呂46に救出された航空要員は相当数に上り、日本軍航空史上では未曾有の大輸送作戦となった。輸送機には、報道班員や、行政長官などの高官なども搭乗したが、第4航空軍司令部幕僚が搭乗した機が撃墜され、また、連絡無く台湾澎湖諸島の海軍基地上空を飛行したため、海軍の高角砲で同士討ちされた機もあって、兵器部長小沢直治大佐、経理部長西田兵衛大佐、軍医部長中留金蔵大佐や溝口高級副官などの多くの第4航空軍幕僚が戦死するといった混乱もあった。
佐々木も台湾に撤退するため、1月20日にはどうにか第4飛行師団司令部のあるエチアゲに到着したが、他の航空要員の撤退が進む中でも、公式には戦死扱いであった佐々木には、輸送用の航空機に搭乗するための証明書が第4飛行師団司令部より発行されず、そのままルソン島に取り残された。そこで佐々木は台湾への撤退のために待機していた報道班員とあったが、記者らは南方の戦場には似付かわしくない、丸々と太った色白の佐々木を見て、すっかり戦死したものと考えていたため｢幽霊が出た｣とばかりに驚いたが、すぐに状況を把握し、｢どうです、随分苦労されたのだから、内地に1度還っては｣と訊ねると、佐々木は、｢自分が生きていては工合悪い向きもある様ですから｣｢それに生きている特攻隊員なんて話にもなりませんよ｣と高笑いしながら山中に消えていったという。しかし、新聞記者の前では気丈に振る舞った佐々木であったが、内心は｢もう俺も、これで日本には帰れないな｣と思って落ち込んでいた。佐々木の存在は極秘事項として隠されていたという主張もあるが、作家の大佛次郎は知り合いの新聞記者から佐々木の話を聞かされており、1945年8月5日の日記に「特攻隊で二階級進級上聞に達した佐々木曹長というのは爆弾を落とした後不時着しルソン島で生きていた。しかしこれは上聞まで達したことで自爆したことになっており、帰還の望みなく部隊の残飯給与を受けて生きている。一旦死んだ男なのでこれを使うことはどの司令官もできぬ」と書いているなど、極秘というほど隠されていたわけではなかった。
佐々木は似たような境遇の特攻隊員の生存者らと臨時集成飛行隊として編成されたが、集成飛行隊には1機の稼働機もなかった。他にルソン島の取り残された多くの第4航空軍将兵は、第14方面軍の山下の指揮下に入って地上戦を戦うこととなった。十分な装備はなかったが、決して烏合の衆ではなく、ルソンに残った第4航空師団参謀長猿渡の作戦指導のもとで、高い士気で鉄の団結を作り上げて、激戦地となったバレテ峠やサラクサク峠では｢東京を救おう｣を合い言葉に、山下の指揮通り、徹底した拘束持久作戦を戦って、連合軍を長い期間足止めしたが、激戦と飢餓や病気により多くの将兵が命を落とした。一方、佐々木ら臨時集成飛行隊には地上戦を戦う意志はなく、連合軍がエチアゲに迫ると、佐々木は戦うこと無くアメリカ軍を避けて山中に逃げ込み、自作した粗末な小屋で自給自足の生活を送り、飢餓と病気に苦しみながらもどうにか終戦まで生存し、アメリカ軍に投降して捕虜となった。

### 戦後
佐々木は1946年1月にアメリカ軍の輸送船で日本に帰国、その後に復員の手続きをするため、第一復員省に出向いたが、そこで佐々木に何度も特攻を強要した元参謀の猿渡と再会した。佐々木は降伏後に再会した読売新聞の報道班員鈴木から、猿渡が佐々木を射殺するよう命じて狙撃隊まで編成していたという噂を聞いていたが、その猿渡は佐々木を見ても驚くこともなく「よう、今帰ってきたか」と気さくに話しかけている。佐々木は公式には戦死扱いであり、無事に復員できるか不安であったが、事情を知っていた猿渡が係官に指示して無事に復員証明書が交付されて、佐々木は安堵している。猿渡はゲリラとの戦闘で片目を負傷しており、またフィリピンでの堂々とした姿からは変わり果てて、すっかりと老け込んだように見えたので、佐々木は抱いていた憎しみが急にしぼんでいくのを感じたなどと、佐々木がずっと猿渡を憎んでいたという主張もあるが、2015年のインタビューで佐々木は、猿渡が何度も特攻を命じたことについては「それは上官だから言いますよ」と理解を示している。佐々木射殺命令の噂についても、佐々木が所属していた第4飛行師団参謀辻が、終戦後に猿渡を含めた第4飛行師団参謀たちに命令の有無を聞き取りしたが誰もが知らないと話し、また佐々木たち特攻生還者を指揮し、終戦後には一緒に内地に復員するなど佐々木と行動を共にしていた特攻隊員の生還者である「進襲隊」隊長福島弘人大尉もそのような事実は全くなかったと述べている。
その後、佐々木は航空関係の仕事を希望するもかなわず、故郷の北海道に帰って農業に従事し結婚もした。晩年は病気で失明し入院を余儀なくされた。意識や記憶はしっかりとしており取材には明瞭に受け答えしていたが、2016年2月9日に永眠した。

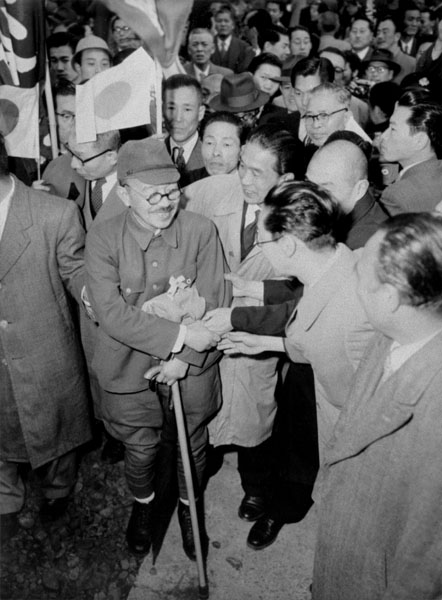
10年ぶりの帰国で歓迎を受ける富永、歩行が困難となっており杖をついている。富嶽隊の生還者梨子田実曹長も出迎えている。

第4航空軍司令官を解任されて日本に帰国させられた富永は、満州に送られて根こそぎ動員師団の師団長として現役復帰させられた。8月9日にソ連の対日参戦があったが、富永の師団は戦闘する前に終戦を迎えてソビエト連邦軍に降伏し捕虜となった。しかし、富永は陸軍中央や関東軍に在籍したときに対ソ連謀略に深く関わっていたこともあり、モスクワに護送されてルビャンカの監獄に拘置された。厳しい尋問が6年も続けられたのち、1952年1月モスクワ軍管区の軍法会議にかけられ、死刑が求刑されたが懲役75年の判決が確定して、シベリア鉄道とバイカル・アムール鉄道（バム鉄道）の沿線となるタイシェットのラーゲリに送られた。バム鉄道沿線のラーゲリの労働条件はもっとも厳しく、特にバム鉄道の建設に従事させられた抑留者は｢枕木１本に日本人死者１人｣と言われたぐらい死亡者が多かった。そのような環境下で、富永は将官であったからといって特別扱いを受けることは無く、一般の兵士と同様に、材木のノコギリ引き、建材製造、野菜の選別、雪かき、掃除等の重労働が課せられた。その後も、2年で4カ所のラーゲリを転々とさせられ、ラーゲリ内では看守から踏んだり蹴ったりという暴力を振るわれていた。
過酷な収容所生活により、1954年春に高血圧症から脳溢血を発症して入院、医師の診断の結果、今後、強制労働につくのは無理とされて、裁判により釈放が決定された。1955年に他の多くの抑留者と一緒に解放されたが、病気や過酷な収容所生活ですっかりと身体は弱っており、ひとりで満足に歩行できず、しゃべるのも困難となっていた。帰国した富永は戦争責任を追及する国民や、フィリピンに取り残された第4航空軍の生還者などから厳しく非難される一方で、フィリピンで富永に厚遇されていた特攻隊員ら航空兵や、陸軍士官学校の同期で東京大学法学博士・軍事評論家・軍事史家松下芳男など、富永の人間性を知る旧軍人や特攻隊員の一部の遺族、また長期の抑留生活で弱り切った富永に同情する国民などからは擁護され、大きな論争を引き起こしている。富永自身は、その論争に積極的に反論することも無く、「私は一身をもってこの責任を負いまして、すべての悪評はすべて一身に存することを覚悟いたしております。」「私の周囲の者に何らの罪もなければ、何らの責任もなく、すべて私が負うべき責任でございます。」と全ての責任は自分にあるとしたうえで、「シベリアでわが将兵、わが同胞が現在なお、いかに苦しい思いをしているかを説明し、帰還を促進してもらうよう陳情します｣とシベリアに残してきた抑留者同胞の帰国実現のために国会で証言するなど尽力していたが、抑留中に発症した脳溢血の影響で身体が弱っていたこともあって1960年に他界した。
富永と共にフィリピンを脱出した第4航空軍参謀長の隈部は、戦後すぐの1945年8月15日深夜にフィリピンでの特攻指揮の責任をとって家族を道連れにして自決、他にも、航空総監兼航空本部長時代に特攻を自分の意に反しながらも推進し「富士山を目標として来攻する敵機群の横っ腹に向かって自ら最後には突入する」と特攻隊員たちに語っていた陸軍大臣の阿南惟幾大将、阿南の後任として陸軍特攻全般を指揮した航空本部長の寺本熊市中将、「万朶隊」の九九双軽を特攻機仕様に改造するなど、陸軍の特攻機や特攻機用爆弾開発の指揮をとった航空総軍兵器本部小林巌大佐、陸軍技研爆弾関係部長兼審査部員水谷栄三郎大佐など、岩本らを死地に追いやった陸軍特攻の首脳陣らが戦後に相次いで自決している。
「万朶隊」隊長岩本の戦死を新妻和子は鉾田市の新居で聞かされた。後に、岩本に特攻を命じた今西から鉾田教導飛行師団に呼ばれて慰めの言葉をかけられたが、和子は心を動かされなかったという。その和子が救われた思いとなったのは、梅津美治郎陸軍参謀総長が昭和天皇に「万朶隊」の戦果を上奏し、天皇からは「万朶隊はそんなにたくさんの弾丸を受けながら、低空攻撃をやって、非常な戦果をあげたことは結構であった」というお言葉があったと陸軍省から通知があったときであった。12月2日には今西が祭主となって万朶隊の慰霊祭が厳かに執り行われたが、和子は「神鷲万朶隊飛行隊長岩本益臣大尉未亡人」と持ち上げられた。
和子は岩本との子供を流産しており、2人の間に子供はいなかったが、岩本の兄嫁からの申し出で岩本の甥を養子縁組し、自分の子供として育てることを決心。戦争が終わると岩本姓のまま故郷の萩市に戻り、再婚することもなく洋裁教室を開業、苦しいながらもどうにか生計を立てた。1946年の春には、ルソン島から復員後体調を崩していた佐々木が回復したので、岩本の最期を語るために萩を訪れた。和子と父母は佐々木をまるで岩本が帰ってきたかのように歓待し、和子は佐々木の話を涙を流しながら聞き入っていたという。その後も経済的に困窮しながらも子供を育て上げ、1999年に亡くなった。和子は亡くなるまで、軍服やマントや金鵄勲章などの岩本の遺品を大事に保管しており、死後に有志により、岩本の故郷である福岡県豊前市に寄贈された。

## その後の特攻

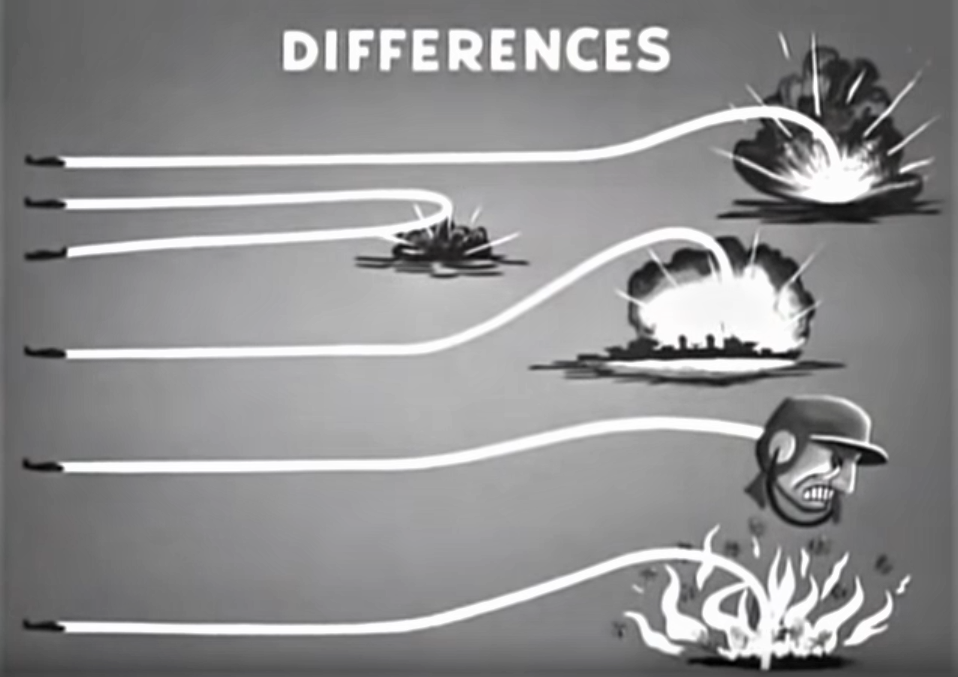
アメリカ海軍が作成したニュース映画「自殺攻撃機との戦い」での特攻機の通常攻撃と比較しての利点のイラスト（詳細は本文参照）

フィリピン戦で陸軍航空隊は210機を特攻に投入し、251名の搭乗員を失ったが、なかでもフィリピン戦での陸軍特攻の主力となった第4航空軍の特攻機は148機で、これは第4航空軍の艦船攻撃での総損失機数342機中で43.2％を占めたが、フィリピン戦における日本陸海軍合計での特攻による損失機数650機は、戦闘における全損失機数約4,000機の14％に過ぎなかった。一方で連合軍は、特攻によりフィリピンだけで、22隻の艦艇が沈められ、110隻が撃破された（海軍の戦果も含む）。これは日本軍の通常攻撃を含めた航空部隊による全戦果のなかで、沈没艦で67％、撃破艦では81％を占めており、特攻は相対的に少ない戦力の消耗で、きわめて大きな成果をあげたことは明白であった。特攻が通常攻撃より有効であった理由として、アメリカ軍は特攻を「特攻は、アメリカ軍艦隊が直面したもっとも困難な対空問題」指摘した上で下記のように分析していた（画像参照）。
1. 特攻機は片道攻撃で帰還を考慮しないため、攻撃距離が長い。
2. 突っ込む直前まで操縦できるため、命中率が高い。
3. 特攻機パイロットは精神的に強靱である。
4. 特攻機は爆弾を積んでいなくても搭載している航空燃料で強力な焼夷弾になる。

また、他の報告では下記のようにも分析している
1. 従来の対空戦術は特攻機に対しては効力がない。
2. 特攻機は撃墜されるか、操縦不能に陥るほどの損傷を受けない限りは、目標を確実に攻撃する。
3. 目標となった艦船の回避行動の有無に関わらず、損傷を受けていない特攻機はどんな大きさの艦船にでも100%命中できるチャンスがある。

指摘された命中率の高さについては、アメリカ軍の公式資料によれば、フィリピン戦の期間中、航空機による通常攻撃の命中率はわずか3.3%に過ぎなかったが、特攻の命中率は31.9%と高い水準であり、実に通常攻撃の約10倍であった。この命中率は、アメリカ海軍の対空装備の射程範囲内に入った航空機の命中率で、艦載機に撃墜された航空機も母数に入っているが、実際に攻撃してきた特攻機の命中率はさらに向上し、1944年10月から1945年3月までの平均で56%にも上っている。
特攻開始前に陸軍ではその有効性に対して激論が交わされており、「軽量の飛行機が重量の軍艦に突入すれば、それによるエネルギーは、軍艦を貫通するより先に、飛行機自体を破壊してしまうことは明らかである」「急降下で突っ込んで、体当たりするとしても、飛行機の速度は爆弾の落速の半分である」「体当たりでは船は沈まない、卵をコンクリートにたたきつけるようなもの」などという反論が反対派から出され、「万朶隊」の隊長岩本も「体当たり機は、操縦者をむだに殺すだけではない。体当たりで、撃沈できる公算はすくないのだ。こんな飛行機や戦術を考えたやつは、航空本部か参謀本部か知らんが、航空の実際を知らないか、よくよく思慮のたらんやつだ」などと痛烈に非難したと言われることもあるが、実際に特攻が挙げた実績や、戦中戦後の日米両軍の調査、分析により、結果的にいずれも事実誤認であったことが判明している。特攻機からの被害を詳細に分析した米国戦略爆撃調査団の『UNITED STATES STRATEGIC BOMBING SURVEY　SUMMARY REPORT JAPANESE AIR POWER』で「特攻は通常攻撃より効果が大きい、その理由は爆弾の衝撃が飛行機の衝突によって増加され、また航空燃料による爆発で火災が起こる、さらに適切な角度で行えば通常の爆撃より速度が速く、命中率が高くなる」との日本陸軍航空隊参謀の供述を引用するかたちで評価している。

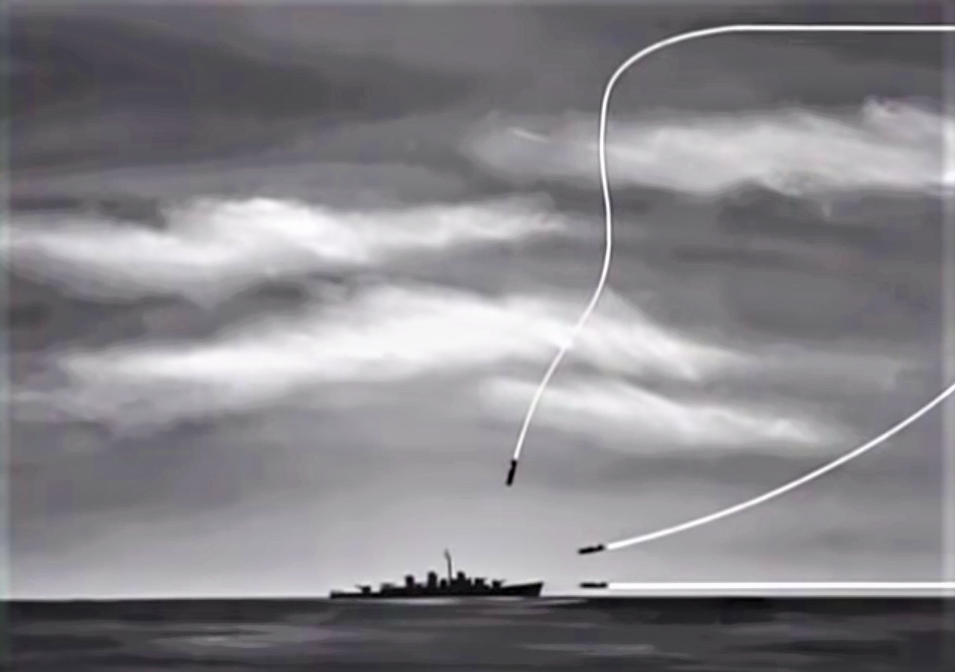
アメリカ軍による特攻機の突入方法分析図、通常爆撃と異なりあらゆる高度や方向から攻撃できるため命中率は高かったが、直上からの急降下突入以外の緩降下突入や低空からの水平突入は、通常爆撃の爆弾の落下速度に突入速度が劣る

特攻機と投下爆弾の速度については、日本海軍第五航空艦隊参謀野村中佐が、爆戦の零式艦上戦闘機による、投下爆弾の終速（目標命中時の速度）と零戦本体の終速を推計している。
爆戦による投下爆弾と爆戦本体の終速の推計（突撃角度を35度 - 55度、攻撃開始速度を360km/hと設定）
| 投下高度 | 終速      |
| -------- | --------- |
| 2,000m   | 1,027km/h |
| 1,000m   | 860km/h   |
| 500m     | 713km/h   |
| 零戦本体 | 720km/h   |

日本海軍の試算の通り、2,000mの高度から投下した爆弾は時速1,027km/hにも達する。艦船攻撃では陸軍航空隊より一日の長があった日本海軍は、爆弾の命中速度が上がり貫通力が増加する高高度からの艦船への水平爆撃を熱心に取り組んでいた。しかし、命中率が非常に悪かったため、海軍航空隊の第一人者で海軍航空本部教育部長であった大西瀧治郎少佐が、高高度よりの水平爆撃を廃止すべきとの意見具申を行ったが、山本五十六海軍次官により続行方針が示されている。高高度からの水平爆撃は太平洋戦争前半戦では多用され、停泊中の目標については真珠湾攻撃で停泊中の戦艦アリゾナを轟沈するなどの戦果を挙げている。一方で航行中の艦船に対してはマレー沖海戦では陸攻25機が、戦艦2隻合計で2発 - 3発の命中弾を得たが、続く珊瑚海海戦では九六陸攻19機が米機動部隊に水平爆撃を行ったものの1発の命中弾もなかったなど、大戦中目ぼしい成果を挙げることができず、航行中の目標への水平爆撃により確実に戦果を挙げた戦例は、開戦初頭のマレー沖海戦以外にはなかった。
このような戦績も踏まえ、戦後に桑原虎雄元中将以下、多数の元海軍航空隊関係者で組織された日本海軍航空史編纂委員会が、その著書『日本海軍航空史』にて、日本軍の水平爆撃に対して「大東亜戦争開戦前に至ってようやく訓練方法も確立し、その精度も向上して用兵的に期待し得る練度に達したものの、なおその程度は艦船攻撃における急降下爆撃並びに雷撃に比すれば、その期待度ははるかに低いものであった。」と総括し、アメリカ軍が動的水平爆撃をする環境（優勢な航空戦力、優秀な照準器）は整っていたのに、動的水平爆撃を実施した戦例がなかったことも指摘し、航行中の艦船への高高度からの水平爆撃は殆ど効果はなかったと結論づけている。
また、命中率の高い急降下爆撃については、航空隊要員の教育・練成や戦技研究を担当した横須賀海軍航空隊が、多くの訓練結果を分析した上で、急降下爆撃の投弾高度に対し「しかるに800m以上にては命中率著しく低下するをもって」と所見を述べており、1939年の横須賀航空隊並びに航空本部の所見では「基準投下高度を700mとし、本高度をもって訓練するを適当と認む。」としている。さらに、真珠湾攻撃以降、急降下爆撃の理想的な攻撃法は「緩降下しつつ接敵し、高度2000mから角度45度以上の急降下で突入、高度400mで投弾、ただちに引き起こし、海面より200m程を高速で退避する」と投下高度が引き下げられた。以上の通り、急降下爆撃は400m - 700mで投弾されるため、日本海軍の推計の通り、急降下爆撃と同じ前提（角度や初速）で突入した特攻機は、急降下爆撃で命中が期待可能な400m - 700mの高度で投弾された爆弾単体より、突入速度の方が遅いということはなく、速度が半分ということはあり得ない。実際に特攻機仕様の九九式双発軽爆撃機で急降下爆撃を行った「万朶隊」の佐々木によれば、第1回目の出撃のときは、高度は不明ながら、気がついたときには九九式双発軽爆撃機の最高速度と言われる505km/hをあっさりと超えて、600km/hまで達し、その後も加速したので、空中分解を懸念して機首を引き上げたという。また、6回目の出撃のときは、高度1,500mで急降下を開始したとき速度は450km/hであったが、まもなく500km/hに上がり、その後もみるみる加速するので、どうにか機体を引き上げようとしたが、引き上げができた高度が敵艦に激突寸前の高度200mから300mだったという。

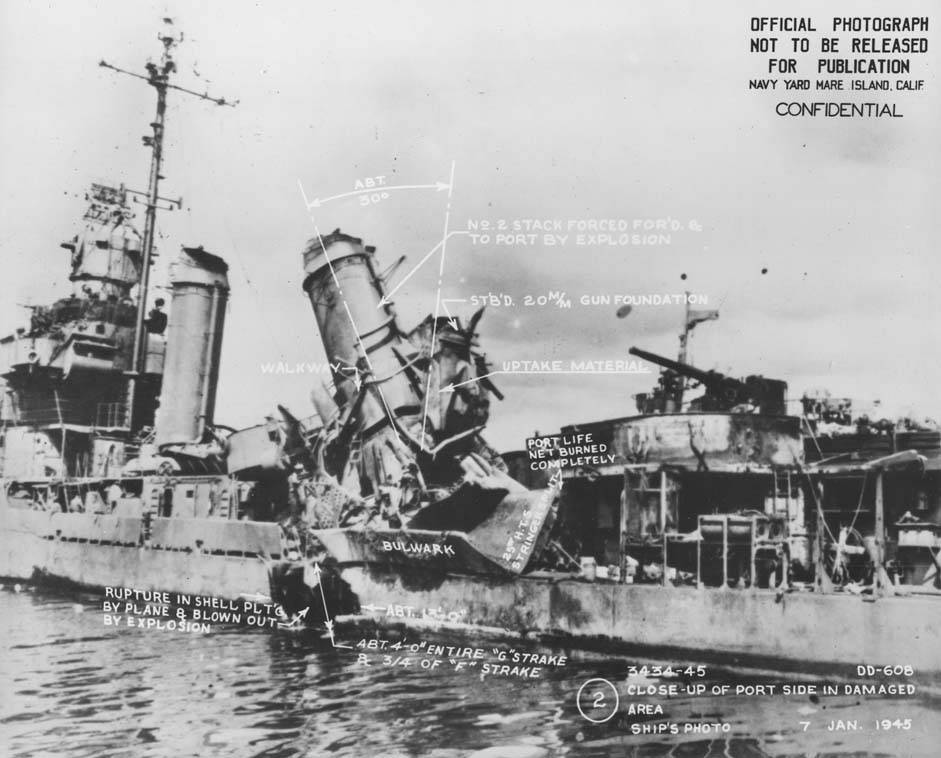
陸軍特別攻撃隊進襲隊の特攻で大破した駆逐艦ガンズヴォート、アメリカ軍の的確なダメージコントロールで沈没は逃れた

上記のように「適切な角度で行えば通常の爆撃より速度が速い」との分析は実証されているものの、第二次世界大戦中のアメリカ軍の駆逐艦の撃沈破艦の約半数が、わずか10か月間の特攻による損害であったという事実でも解るとおり、その攻撃有効性の高さも相まって、多種多様な角度で特攻機が命中しており、平均的な命中速度は通常の爆撃よりは遅かった。従って、特攻による艦内部の破壊は平均すると通常の航空攻撃（魚雷攻撃を含む）よりも少なく、駆逐艦においては、通常の航空攻撃（魚雷攻撃を含む）での被害艦の沈没比率は28.9％であったが、特攻による沈没率は13.7％と約半分であった。
しかし、特攻による損害は被害艦を沈没まで至らせなくても重篤になることが多く、特に航空燃料による激しい火災は、特攻機の激突や爆弾に加えて艦の損傷を拡大させ、多くの人員に重篤な火傷を負わせて戦闘不能にさせた。また、適切な消火に失敗すると艦を再起不能の損傷に至らせている。また、第二次世界大戦末期のアメリカ軍は、それまでの経験によりダメージコントロールが格段に進歩しており、特攻による撃沈率を低減させるに成功している。例えば、硫黄島の戦いで海軍の第二御楯隊が大破させた正規空母サラトガの損傷具合は、第二次大戦初期に珊瑚海海戦で沈没したレキシントンより遙かに深刻であったと、両艦のいずれの被爆時にも乗艦していたパイロットのV・F・マッコルマック少佐が証言している。また、12月30日に陸軍特攻進襲隊の特攻で大破したガンズヴォートは船体の損傷が非常に重篤で、前線の応急修理要員が経験したことのないレベルの損傷であったが、適切なダメージコントロールで沈没を逃れ、アメリカ本土に修理のため自力航行できるまでに応急修理をしている。
特攻への総合的な評価として、米国戦略爆撃調査団の報告書『UNITED STATES STRATEGIC BOMBING SURVEY　SUMMARY REPORT　(Pacific War) 』では「日本軍パイロットがまだ持っていた唯一の長所は、彼等パイロットの確実な死を喜んでおこなう決意であった。 このような状況下で、かれらはカミカゼ戦術を開発させた。 飛行機を艦船まで真っ直ぐ飛ばすことができるパイロットは、敵戦闘機と対空砲火のあるスクリーンを通過したならば、目標に当る為のわずかな技能があるだけでよかった。もし十分な数の日本軍機が同時に攻撃したなら、突入を完全に阻止することは不可能であっただろう。 」と述べられている。また、米国戦略爆撃調査団は太平洋戦争中の日本軍の航空戦力全般を分析して「日本人によって開発された唯一の最も効果的な航空兵器は特攻機で、戦争末期の数ヶ月間に、日本陸軍と日本海軍の航空隊が連合軍艦船にたいして広範囲に使用した」と評価している。また、近年のアメリカ空軍の研究においても、特攻機は現在の対艦ミサイルに匹敵する誘導兵器と見なされて、当時の連合軍艦船の最悪の脅威であったと指摘されている。そして特攻機は比較的少数でありながら、連合軍の作戦に重大な変更を強いて、実際の戦力以上に戦況に影響を与える潜在能力を有していたとも評価している。
しかし、連合軍は大きな損害を被りながらも、レイテ島、ミンダナオ島、ルソン島と進撃を続けたので、特攻は結局のところは遅滞戦術のひとつに過ぎなかった。それでも、日本軍からは特攻の戦果の確認が困難だったために、戦果報告は実際に与えた損害より過大となり、その過大報告がそのまま大本営発表となって国民に知らされた。NHKや新聞各社は、連日新聞紙上やラジオ放送などで、大本営発表の華々しい戦果報道や特攻隊員の遺言の録音放送など一大特攻キャンペーンを繰り広げた。国民はその過大戦果に熱狂し、新聞・雑誌は売り上げを伸ばすために争うように特攻の「大戦果」や「美談」を取り上げ続けた。やがてこの過大戦果報道は特攻を万能絶対の威力を持つかのように過信させ、特攻隊を出し続ければ勝利を得られるかのような考え違いをも起こさせて、軍の中で特攻に反対していた人々の意見を封殺するようになっていった。
フィリピン戦時点では、特攻による損失機数（陸海軍合計）は戦闘における全損失機数の14％に過ぎなかったように、日本軍の航空作戦の中心は特攻ではなかった。アメリカ軍も、「特攻が開始されたレイテ作戦の前半には、レイテ海域に物資を揚陸中の輸送艦などの「おいしい獲物」がたっぷりあったのに対して、アメリカ軍は陸上の飛行場が殆ど確保できていなかったので、非常に危険な状況であったが、日本軍の航空戦力の主力は通常の航空作戦を続行しており、日本軍が特攻により全力攻撃をかけてこなかったので危機は去った。」と評価していた。航空総監兼航空本部長菅原は、12月26日に第6航空軍司令官に転任となって、きたる沖縄を含む本土近辺での大規模な特攻作戦を前線で指揮することとなった。その参謀長には特攻開始時に強硬な反対をした鉾田陸軍飛行学校校長の藤塚が就任した。特攻作戦を企画する側から、前線で指揮する立場となった菅原は、かつては特攻に懐疑的であったのにもかかわらず、フィリピンを失い、硫黄島にもアメリカ軍が迫るといった追い詰められた状況では特攻にしか頼る道はないと考え始めており、沖縄戦では特攻戦法を軸にして戦うという方向性が示された。フィリピンで異常強烈な体当たり戦法に大損害を被ったアメリカ軍は、数々の特攻対策を講じてそれを迎え撃ち、沖縄戦では第二次世界大戦でも最大級の空海の激戦が繰り広げられることとなった。

## 隊員

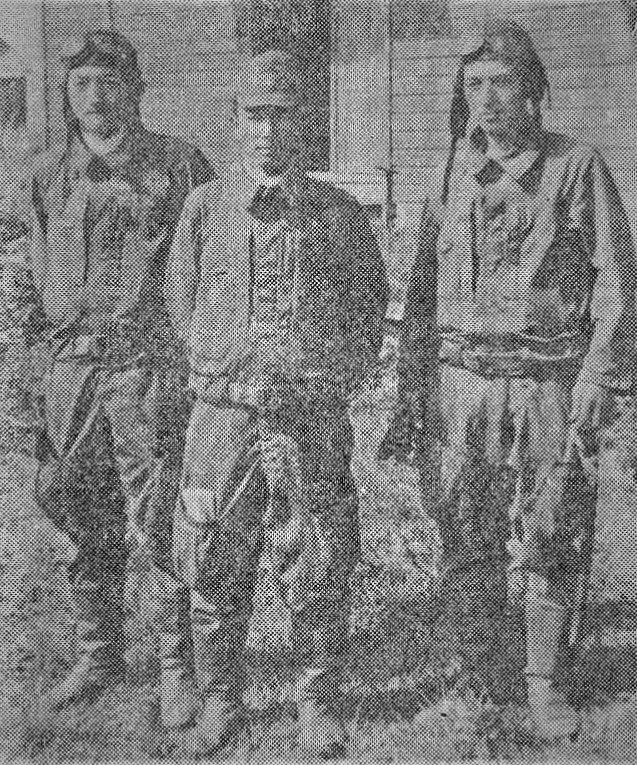
万朶隊兵舎の前に立つ、左から安藤浩中尉、岩本益臣大尉、園田芳巳中尉

### 操縦者
- 岩本益臣大尉（隊長、陸軍航空士官学校第53期[340]）
- 園田芳巳中尉（陸軍航空士官学校第55期[341]）
- 安藤浩中尉（陸軍航空士官学校第56期[342]）
- 川島孝中尉（陸軍士官学校第56期[342]）
- 岩間（中川）勝巳少尉（陸軍少尉候補者第24期[343]）
- 田中逸夫曹長
- 社本忍軍曹
- 石渡俊行軍曹
- 鵜沢邦夫軍曹
- 久保昌昭軍曹（少年飛行兵第10期）
- 近藤行雄伍長（朝鮮半島出身の朝鮮人日本兵[118]）
- 奥原英彦伍長
- 佐々木友次伍長

### 同乗通信士
- 浜崎嘉明曹長
- 生田留夫曹長
- 花田博治伍長（朝鮮半島出身の朝鮮人日本兵、陸軍少年飛行兵第14期で万朶隊最年少[118]）

### 整備班員
- 村崎正則中尉（整備班長）
- 藤本軍曹
- 林伍長
- 桶屋伍長
- 仁平伍長
- 古川伍長
- 川端伍長
- 柴田軍属
- 野村軍属
- 上野軍属
- 遠藤軍属

## 戦績
以下は高木俊朗の著作及びその記述を引用した出典の記述によるもので、公式記録ではない。終戦直後の新聞報道によれば佐々木の出撃は11月12日、12月8日、12月18日の3回、防衛庁戦史室生田惇によれば、万朶隊（佐々木を含む）の出撃は11月12日、11月15日、12月5日（鉄心隊と同行）、12月20日の4回、など諸説ある。
| 出撃日              | 出撃機                        | 未帰還機        | 戦果報告                           | 実際の戦果                          | 備考 |
| ------------------- | ----------------------------- | --------------- | ---------------------------------- | ----------------------------------- | --- |
| 1944年11月12日[126] | 田中機 久保機 奥原機 佐々木機 | 田中機 久保機   | 戦艦1隻、輸送艦1隻撃沈[128]        | 該当する連合軍損害なし[注釈 7][345] | 奥原は機体不調、佐々木は通常爆撃し（命中せず）生還 |
| 1944年11月15日[217] | 石渡機 近藤機 奥原機 佐々木機 | 石渡機 近藤機   | なし                               | なし                                | 天候不良で空中集合できず近藤機が墜落、石渡機は先行して未帰還、奥原機と佐々木機は離陸直後に攻撃を諦め帰還 |
| 1944年11月25日[346] | 奥原機 佐々木機               | 奥原機 佐々木機 | なし                               | なし                                | 出撃前に敵機の空襲を受け、出撃予定の2機が地上で撃破、奥原は爆死、佐々木は生存 |
| 1944年11月28日[347] | 佐々木機                      | なし            | なし                               | なし                                | 佐々木機単機での出撃もレイテ湾上空の天候が悪く、敵を発見できずに帰還 |
| 1944年12月4日[348]  | 佐々木機                      | なし            | なし                               | なし                                | 飛行第20戦隊の中隊長有川覚治大尉と佐藤曹長の2機の一式戦闘機「隼」を護衛に付けて出撃。佐々木はレイテ湾上空で敵戦闘機を発見し、護衛機を置いたまま爆弾を投棄して退避、その後護衛機は空戦となり有川機が被弾して不時着[154]。                                                                                    |
| 1944年12月5日[172]  | 佐々木機                      | なし            | 急降下爆撃により大型船1隻撃沈[173] | 該当する連合軍損害なし[175]         | 「鉄心隊」3機と出撃、佐々木は通常爆撃で大型船の撃沈を主張、「鉄心隊」が特攻で駆逐艦マグフォードを撃破[178] |
| 1944年12月14日[349] | 佐々木機                      | なし            | なし                               | なし                                | 佐々木の回想によれば「菊水隊」の一〇〇式重爆撃機9機と出撃を命じられたものの、佐々木機は離陸に失敗して出撃できなかった[350]。「菊水隊」の生存者、飛行第95戦隊の中村真によれば、戦闘機60機の護衛と「万朶隊」の残りも同行すると伝えられていたが、どちらも合流することはなく「菊水隊」単独で出撃している[197]。 |
| 1944年12月16日[351] | 佐々木機                      | なし            | なし                               | なし                                | ミンドロ島に上陸作戦中の連合軍大艦隊を発見するも攻撃せず、戦闘機に発見される前に退避し生還 |
| 1944年12月18日[209] | 佐々木機                      | なし            | なし                               | なし                                | 「鉄心隊」1機と出撃するも、佐々木機は故障により帰還。「鉄心隊」はPTボートPT-300を撃沈[213] |
| 1944年12月20日[215] | 鵜沢機                        | 鵜沢機          | なし                               | なし                                | 「若櫻隊」1機と出撃し未帰還、「万朶隊」最後の出撃 |

## 佐々木友次を扱った作品
- 小説「青空に飛ぶ」鴻上尚史 ISBN 978-4062207096
- 漫画「不死身の特攻兵 生キトシ生ケル者タチヘ」（原作：鴻上尚史、漫画：東直輝、週刊ヤングマガジン、連載、2018年36・37合併号 - 2020年25号 → コミックDAYS、2020年6月2日 - 2020年8月18日、全10巻）
- TV「奇跡体験!アンビリバボー」（2019年8月15日、フジテレビジョン）[352]
- TV「ラストメッセージ“不死身の特攻兵”佐々木友次伍長」（2021年8月15日、テレビ朝日）